# Afonso Arinos de Melo Franco (écrivain)
Pour les articles homonymes, voir Afonso Arinos de Melo Franco et Arinos.
Œuvres principales
- Pelo sertão (nouvelles, 1898)
- Os Jagunços (roman, 1898)

Afonso Arinos de Melo Franco (Paracatu, Minas Gerais, 1868 — Barcelone, 1916) était un juriste, professeur d’université, écrivain, essayiste et journaliste brésilien.
Issu d’une famille patricienne mineira, ayant dans ses jeunes années longuement parcouru les sertões de sa province natale, il suivit une formation de juriste, tint un cabinet d’avocat, puis enseigna le droit. Cependant, il s’intéressa de bonne heure à la littérature, et composa, dès ses années d’étudiant, une série de récits, rassemblés ensuite dans le recueil Pelo sertão. Dans son œuvre, qui est considérée comme un représentant typique du régionalisme littéraire brésilien de la fin du XIXe siècle, il glorifia le sertão comme socle de la nationalité brésilienne, et le sertanejo, en particulier le tropeiro ou vaqueiro (gardien de bétail), comme parangon de l’homme brésilien, vigoureux, résilient et demeuré fidèle à ses racines. Afonso Arinos s’inscrit ainsi dans une lignée d’écrivains qui prirent à tâche de mettre en scène et de valoriser la culture du sertão, en soulignant l’authenticité de celle-ci par opposition aux influences étrangères qui tendaient à prédominer dans les principales villes de l’époque, au premier rang desquelles la capitale Rio de Janeiro.
De conviction monarchiste, dirigeant pendant quelque temps le journal monarchiste O Commércio de São Paulo, il s’opposa par ses articles à la jeune république brésilienne proclamée en 1889 et prit, par ses articles de presse et aussi par son roman Os Jagunços, la défense des rebelles conselheiristes pendant et après la sanglante guerre de Canudos qui les opposa à l’armée républicaine. Redoutant une désintégration du pays par suite de l’instauration du nouveau modèle républicain fédéraliste, lequel selon lui tendait à exacerber les disparités régionales, il préconisait au contraire — dans ses essais, ses articles et ses conférences, pour la plupart publiés après sa mort — un projet unificateur et fondateur de la nation, dans lequel le sertanejo, au lieu d’être exterminé comme à Canudos, serait intégré et aurait, dans le projet national qu’il avait en vue, un rôle inspirateur fondamental à jouer. Canudos aura du moins servi à ceci qu’il permit de mettre le Brésil en contact avec ces Brésiliens authentiques, jusque-là dédaignés par les élites du littoral.

## Biographie
Fils de Virgílio de Melo Franco et d’Ana Leopoldina de Melo Franco, frère du futur diplomate et homme politique Afrânio de Melo Franco, Afonso Arinos de Melo Franco était issu d’une famille traditionnelle mineira aux ascendances bandeirantes. Ces derniers du reste ne cesseront de fasciner l’auteur ; ainsi, dans une lettre qu’il adressa à Augusto Lima à l’occasion de l’entrée de celui-ci à l’Académie brésilienne des lettres en 1903, affirma-t-il étudier beaucoup les bandeiras, principalement celle de Fernão Dias. Il eut par ailleurs parmi ses ascendants le médecin naturaliste et poète satirique Francisco de Melo Franco (1757-1823), auteur du poème héroïco-comique O Reino da estupidez (qui circula sous le manteau vers 1785 et où il railla les méthodes d’enseignement pratiquées à l’université de Coimbra), du premier livre de puériculture jamais rédigé au Brésil, et de plusieurs ouvrages scientifiques sur des sujets médicaux ; la vie libertine de cette personnalité des Lumières portugaises et son attitude polémique lui valurent, sous l’accusation d’hérésie et de violation du sacrement du mariage, une condamnation à quatre années d’emprisonnement par le tribunal de l’Inquisition. Dans la sphère politique, la famille de l’auteur eut part à la Révolution libérale de 1842, par l’intermédiaire en particulier d’un autre médecin, Manuel de Melo Franco, député du parti libéral à l’assemblée provinciale d’Ouro Preto, qui s’engagea directement auprès des insurgés et fut fait prisonnier en même temps que les autres meneurs du mouvement. Afonso Arinos, sans aucun doute instruit de tous ces épisodes et de ces souvenirs familiaux, en fera la matière de quelques-uns de ses récits, notamment de Joaquim Mironga.
Il fit ses premières études dans la petite ville de Goiás, dans l’État fédéré homonyme, vers laquelle son père, qui était magistrat et deviendra par la suite député national pour sa province, avait été muté. Pendant son enfance et son adolescence, séjournant, au gré des mutations de son père, dans plusieurs villes de l’intérieur de Minas Gerais et de Goiás, il effectua de fréquentes incursions dans les campagnes environnantes, habitude qui jouera un rôle important dans sa subséquente identification avec le sertão et ses populations particulières.
Il suivit un enseignement secondaire à São João del-Rei et à Rio de Janeiro. En 1885, il entreprit à São Paulo des études de droit, mais manifestera dans le même temps, dès ses années d’étudiant, un intérêt croissant pour les études littéraires et se mit à composer quelques récits. Au moment où beaucoup de ses condisciples se sentaient attirés par l’idéal républicain, Melo Franco adopta le point de vue monarchiste contraire, qu’il maintiendra ensuite tout sa vie.
Son diplôme de droit obtenu en 1889, il se transporta avec sa famille à Ouro Preto, alors encore capitale de l’État de Minas Gerais, où il monta un cabinet d’avocat, puis réussit à être nommé à un poste, alors vacant, de professeur d’histoire au Liceu Mineiro. Plus tard, il fut l’un des fondateurs de la faculté de droit de l’État de Minas Gerais et y enseigna le droit pénal.
Lors de la révolte de l'Armada de 1893-1894, alors que la répression menée par le gouvernement de Floriano Peixoto battait son plein, il offrit dans son logis l’asile à des écrivains qui avaient été contraints de fuir Rio de Janeiro. Étant donné que l’État de Minas Gerais n’était pas soumis à l’état de siège, et que donc de nombreux écrivains vinrent y trouver refuge, le domicile et le bureau de Melo Franco se furent bientôt transformés en véritables centres intellectuels, où venaient se rencontrer notamment Diogo de Vasconcelos, Olavo Bilac, Coelho Neto, Gastão da Cunha, entre autres personnalités,.
Dans les années 1890, Melo Franco publia une série d’articles dans les revues Revista Brasileira et Revista do Brasil. Cependant, ses premiers articles avaient paru dans le journal Estado de Minas, fondé à Ouro Preto en 1889, dont il était devenu collaborateur régulier. Ensuite, il fut invité par Eduardo Prado à accepter la fonction de directeur du journal O Comércio de São Paulo, dont Prado venait de faire l’acquisition. Melo Franco avait fait sa connaissance par l’intermédiaire du frère de celui-ci, Paulo Prado, qui était son collègue à la faculté de droit. Déclinant provisoirement cette offre, Melo Franco entreprit en 1896 un premier périple en Europe, mais revenu au Brésil cette même année 1896, il accepta l’offre qui lui avait été faite et élut domicile à São Paulo. O Comércio de São Paulo, pour lequel il composa son premier éditorial en janvier 1897, joua un rôle important au tournant du siècle en ceci qu’il maintint un positionnement clair en faveur de la monarchie et donc opposé à la république récemment proclamée, positionnement partagé par Melo Franco dès avant son entrée audit journal. Nonobstant cette nouvelle fonction, il continua de rédiger des articles pour le compte d’autres périodiques, notamment sous le pseudonyme de Gil Cássio ; en particulier, plusieurs de ces articles parurent dans Revista Brasileira, importante revue intellectuelle brésilienne de la fin du XIXe siècle, que dirigeait alors José Veríssimo. Selon son neveu homonyme, la période à São Paulo fut la phase la plus agitée de la vie de l’écrivain, « la seule au cours de laquelle il fit de la politique, défendant avec sincérité et intrépidité la cause perdue de la restauration monarchique ».
Dès la première de ses œuvres à diffusion nationale, Pelo Sertão, recueil de nouvelles paru en 1898, Melo Franco explora les divers aspects des régions brésiliennes intérieures, les sertões, notamment leurs paysages, coutumes et individus. Les tropeiros en particulier, variantes locales du gardien de bétail, apparaîtront fort souvent dans ses écrits et seront représentés en général comme des aventuriers, courageux et impavides. Figure authentiquement nationale et typique des arrière-pays, le tropeiro fut jugé par Melo Franco comme élément essentiel dans l’expansion territoriale du Brésil, et à qui l’on doit d’avoir préservé, par son travail modeste et patient, l’« œuvre épique, mais éphémère, du bandeirante ».
En février 1903, il fut nommé membre correspondant de l’Institut historique et géographique brésilien. La même année, il postula avec succès comme membre de l’Académie brésilienne des lettres, où il occupera le fauteuil no 40, succédant à Eduardo Prado. Il était l’oncle du juriste et homme politique Afonso Arinos de Melo Franco.
En 1904, après un bref séjour à Rio de Janeiro, il s’installa à Paris, où il établit une maison de commerce. Il revint visiter le Brésil en 1914, où le surprendra le déclenchement de la Première Guerre mondiale, ce qui le contraignit à rester dans son pays natal jusqu’en 1916, quand il put enfin retourner en Europe. Durant ce voyage, il tomba malade sur le navire qui l’emmenait et dut subir une opération chirurgicale à Barcelone, où il mourut en février de la même année. La plupart de ses œuvres ne furent publiées que posthumément, entre 1917 et 1921.

## Conceptions politiques et littéraires

### La question nationale
À la fin de l’époque romantique, alors que le mythe de l’Indien semblait avoir fait son temps, une partie des intellectuels brésiliens — les tenants de la littérature régionaliste — en quête du véritable symbole de leur nation, de l’élément représentatif de leur identité nationale, se tournèrent vers l’intérieur du pays, vers le sertão et ses habitants, et se mirent à valoriser sa culture et son mode de vie comme ce que le Brésil possédait de plus authentique, le socle sur lequel la nation pût être fondée. À l’opposé de cette mouvance, il y eut un ensemble d’intellectuels qui au contraire considéraient l’intérieur du pays comme un lieu culturellement retardé, dans une large mesure responsable du « retard » du Brésil relativement aux grands centres européens, et duquel il n’y avait pas lieu d’escompter un quelconque salut.
Le sertanejo, symbole ou fléau de la nation, pratiquerait une culture rustique, résultat de la fusion des structures culturelles européennes et de celles des Africains et des Indiens, et le sertanejo serait ainsi le produit du mélange, de la conjonction des éléments blanc, noir et indigène. Son organisation sociale avait abouti à la formation de hameaux et de petits bourgs, formés de l’agglutination de familles plus ou moins nombreuses, rattachées entre elles par le sentiment du lieu, par l’expérience commune, par un système d’entraide et par les activités religieuses. La société sertaneja est d’autre part déterminée par les conditions dans lesquelles se développa la grande propriété foncière au Brésil, et par la nécessité de concilier deux principes régulateurs, mais essentiellement opposés, de l’activité économique : la production directe de moyens de subsistance et la production de marchandises exportables.
À cette polarisation de l’élite intellectuelle, écartelée entre la valorisation de la culture urbaine d’une part et la mise en avant du sertão et du sertanejo comme emblèmes d’authenticité d’autre part, correspondait la représentation de deux Brésils différents : celui du littoral, des grandes villes, et celui de l’arrière-pays, des sertões. Pour une bonne partie de l’élite intellectuelle et politique de la capitale Rio de Janeiro, le Brésil souffrait d’un retard de développement par rapport à l’Europe, et la culture populaire, loin d’être un élément emblématique de l’identité nationale, tendait à rabaisser le pays. L’élite urbanisée n’avait garde de concevoir le sertanejo, avec sa vie rustique et frugale, comme le parangon de la nation brésilienne. Dans la pratique, ce dédain à l’égard des caractères populaires conduisit, à titre d’exemple, à l’expulsion des citadins pauvres vers la périphérie de la capitale. Dans le même sens, les préjugés raciaux et le problème du métissage ajoutèrent à cette dépréciation de la culture populaire. Le métis du sertão serait ainsi, pour être le fruit du mélange des trois races, porteur d’un stigmate d’infériorité, lequel expliquerait, aux yeux de quelques intellectuels adeptes du darwinisme social et des théories déterministes du milieu et de la race, son « retard » culturel, sa « faiblesse », son indolence et son manque de civilité. Selon ce point de vue, le Brésil ne pourra jamais se hisser au rang de grande nation. À ce courant de pensée appartenaient des auteurs tels que Nina Rodrigues et Euclides da Cunha, encore que ce dernier ait atténué ses positions dans son ouvrage Os Sertões (titre français Hautes Terres). En revanche, les auteurs de la littérature régionaliste de la fin du XIXe siècle faisaient grand cas de cette culture de l’intérieur, allant jusqu’à lui conférer le statut de symbole du Brésil authentique. Ce « Brésil brun », loin d’être condamné à l’échec, avait au contraire un avenir tout ouvert, justement en raison de son originalité.

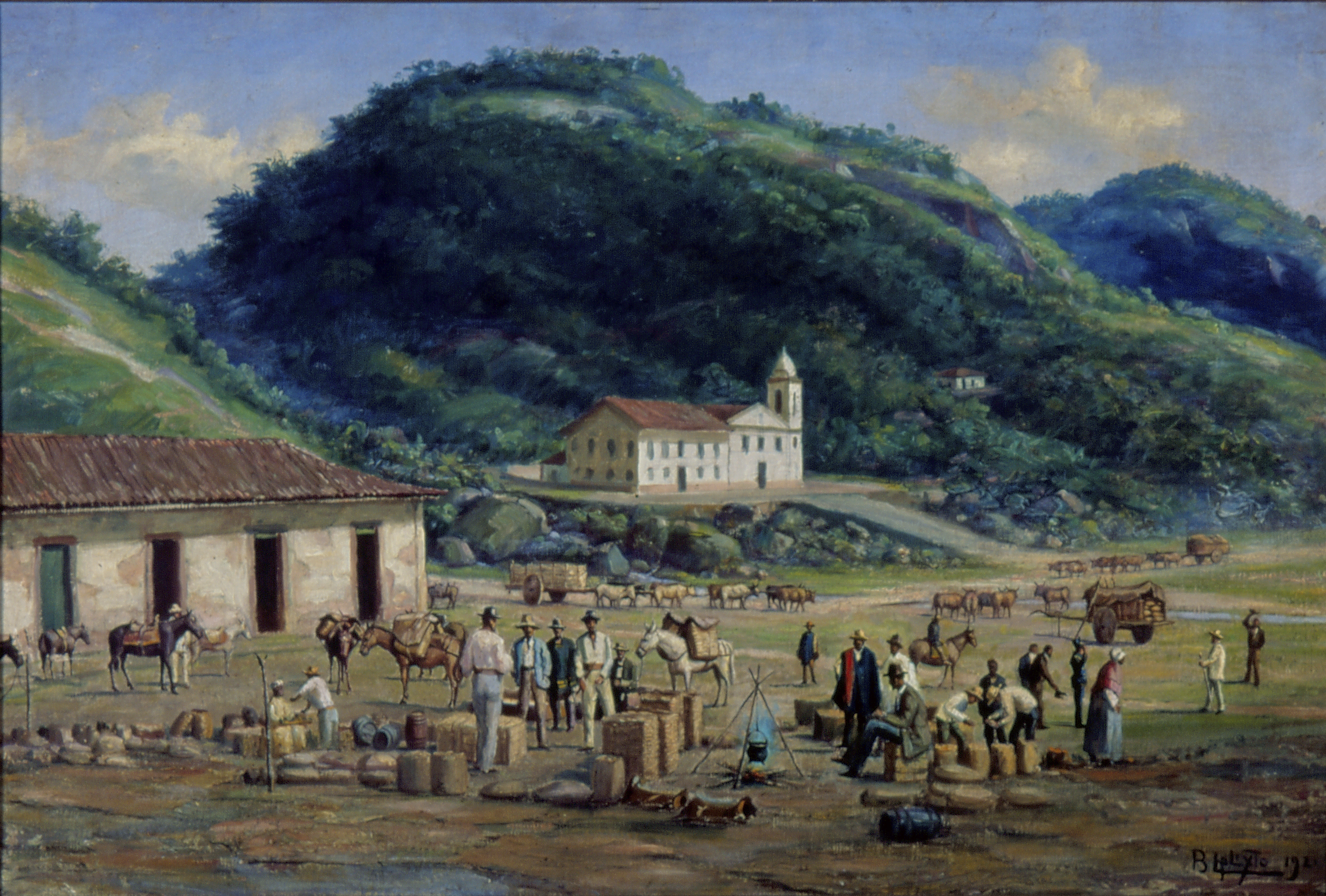
Groupe de tropeiros, toile de Benedito Calixto.

Le mouvement régionaliste de la fin du XIXe siècle apparaît comme une étape importante dans l’avènement du nationalisme brésilien des premières décennies du XXe siècle. À plus d’un égard, Melo Franco peut être considéré comme un précurseur des idées qui des années plus tard allaient orienter le mouvement nationaliste ― lequel culminera, sur le plan culturel, avec la Semaine d'art moderne ―, principalement par sa quête d’une littérature authentiquement nationale, s’appuyant principalement sur la valorisation du sertanejo comme pierre d’angle de la nationalité brésilienne en construction. L’homme de l’intérieur se trouve investi désormais non seulement de la qualité de constituer un type humain spécifique, mais aussi de la fonction d’ossature abstraite de l’unité et de l’authenticité nationales, jusqu’à personnifier la nation ― permettant à cette dernière entité, construite théoriquement, de devenir du coup quelque chose de palpable. Plus spécialement, seront appelés à jouer ce rôle chez Melo Franco les tropeiros, les gardiens de bétail, variante locale mineira du vaqueiro nordestin ou du gaúcho des confins méridionaux, qui apparaîtront très souvent dans ses écrits, représentés en général comme des aventuriers, vaillants et intrépides. Dans un texte de juin 1904, intitulé Tropas e tropeiros, l’auteur déclara que « c’est assurément l’un des plus sympathiques, peut-être le plus intéressant et le plus caractéristique parmi les types nationaux [du Brésil] — le tropeiro ». Figure authentiquement nationale, typique des arrière-pays, le tropeiro fut jugé par Melo Franco comme le facteur essentiel dans l’expansion territoriale du Brésil, à qui le pays est redevable d’avoir préservé l’« œuvre épique, mais éphémère, du bandeirante ».
Une partie de ces intellectuels, principalement monarchistes, dont Franco Melo, redoutaient une possible fragmentation du Brésil, estimant que la constitution fédéraliste du nouveau régime républicain serait incapable de maintenir uni le territoire national et que les disparités présentes dans un pays d’une telle extension territoriale viendraient à s’exacerber au point de provoquer une désagrégation de l’État. La vision de Franco Melo sur l’unité nationale fut clairement exposée dans une conférence intitulée A Unidade da Pátria, prononcée à Belo Horizonte au milieu de la deuxième décennie du XXe siècle au bénéfice des victimes nordestines de la sécheresse de 1914-1915, et publiée posthumément. Pour l’auteur, la république, par l’instauration d’un système fédératif sur le moule nord-américain, sapait des siècles d’efforts pour l’unité nationale. Selon lui, à la différence des États-Unis, le Brésil possédait déjà un certain degré d’unité au moment de la proclamation de la république, mais la « [...] fédération, telle qu’elle fut mise en œuvre, en séparant violemment les provinces auparavant unies, est la voie vers le démembrement [...] ». L’auteur ne cessera dès lors d’insister sur la nécessité de tendre vers l’unité nationale.

### Régionalisme
Le régionalisme littéraire et le sertanisme surgirent du romantisme. L’écrivain et critique littéraire Tristão de Ataíde indiqua que « dissipée l’illusion des selves, mais ressentant encore la nécessité de trouver une originalité locale, l’on se tourna vers les campagnes, habitées par cette race croisée, déjà nationalisée et intégrée dans le corps de la nation : le métis sertanejo ».27 L’objectif était alors de transcrire, à l’intention des citadins, les coutumes et traditions ainsi que les aspects de la nature du sertão. Il ne s’agissait pas encore alors tant de mettre en avant le sertão comme base authentique de la nationalité brésilienne, comme une culture dans laquelle puiser les éléments constitutifs de la nation, que, plutôt, d’informer le public urbain sur les merveilles et les côtés surprenants de la nature et des mœurs du sertão.
Dans la décennie 1870, révisant les concepts littéraires, l’on s’efforça de dépasser la vision romantique. L’apparition du réalisme et du naturalisme et leur adoption par les milieux littéraires brésiliens, principalemente du Nordeste, entraîna une reconfiguration du roman brésilien, aboutissant à la littérature régionaliste. Il n’y a pas lieu toutefois de postuler une démarcation nette entre régionalisme et naturalisme.
Un aspect visible de cette transformation sera le langage utilisé dans les œuvres. La tendance à rapprocher la langue écrite du langage tel que parlé par le sertanejo, tendance qui du reste s’était manifestée dès le romantisme, en particulier dans son école sertaniste, et qui fut ensuite portée à l’extrême par les auteurs régionalistes, jouera un rôle important dans la littérature régionale subséquente, celle typique de la fin du XIXe siècle et du début du XXe siècle. Il s’agit, en insérant dans le langage littéraire des éléments spécifiques au Brésil, de réaffirmer le propos de défense et mise en valeur d’aspects caractéristiques du pays, et de produire une littérature reflétant la vie sociale brésilienne, principalement les cultures rustiques des arrière-pays.
Un autre facteur important dans le développement de la littérature régionaliste au Brésil fut la grande sécheresse qui sévit dans le Nordeste de 1877 à 1879, l’une des pires qu’eût jamais à affronter cette région. Cette calamité, parce qu’elle attira le regard des intellectuels sur leur réalité historique et sociale, sur leurs traditions et coutumes, fut à l’origine de toute une production littéraire mettant en scène le fléau, la vie ardue du Nordestin, son mode de vie, sa culture, et fit éclore toute une levée d’écrivains, parmi lesquels Capistrano de Abreu, Araripe Júnior, Rocha Lima, et d’autres. Le terme de sertão et de sertanejo gagne en ampleur et tend à se généraliser pour couvrir l’arrière-pays et ses habitants de toutes les régions du Brésil, qui sont ainsi mobilisés en défense de l’originalité nationale et pour la promotion du sertão comme locus de l’identité brésilienne. Parallèlement se durcissait l’antagonisme avec les auteurs qui avaient une vision dénigrante de la culture nationale et penchaient plutôt vers les conceptions européennes, notamment vers les théories raciales, et aux yeux desquels le métis restait un être inférieur. Cependant, cette polarisation entre les « deux Brésils », entre littoral et sertão, supposé être le trait saillant du débat intellectuel brésilien à une certaine époque, était en réalité plus nuancée et moins tranchée qu’en apparence.
Au rebours du constat fait par Ricardo de Oliveira que la construction de l’identité sertaneja fut l’œuvre d’une génération qui avait rompu avec la tradition monarchique, Melo Franco s’attacha quant à lui à célébrer cette identité et, par ce biais, à consolider la nation brésilienne sans en passer par une telle rupture.
Athayde a pu affirmer que le mouvement régionaliste se singularise par le fait primordial que ses productions ont été le fait d’auteurs étroitement liés à la réalité qu’ils décrivaient, autrement dit, d’« enfants du sertão ». Cela vaut certes pour Melo Franco, et aussi, comme l’indique Antonio Candido, pour Alfredo Taunay, qui dans Inocência (1872) prit pour modèle des types observés par lui à Santana de Parnaíba ; toutefois il convient de souligner que la grande majorité des écrivains régionalistes avaient une solide et classique formation universitaire, et étaient versés dans les littératures étrangères, et que quelques-uns d’entre eux vécurent en Europe, dont Melo Franco lui-même, qui résida à Paris.
Par sa proximité et ses liens affectifs avec le sertão, Melo Franco tendit exagérément à faire ressortir la bonté du sertanejo et tous ses traits pittoresques. De même, nombre de ses personnages paraissent forgés tout exprès pour illustrer tel sentiment ou tel trait caractéristique des sertanejos, souvent au détriment du naturel. Cette propension s’observe en particulier dans le roman Os Jagunços, avec la figure de Luiz Pachola, qui concentre en lui plusieurs caractéristiques du sertanejo et fait office ainsi d’échantillon représentatif d’une vision générale. À de certains moments, comme dans Os Jagunços, l’unité de la narration se ressent de la profusion de descriptions et de commentaires. Du reste, on constate dans la littérature régionaliste une certaine prédilection pour le court récit, où l’artifice consistant à mettre en scène des personnages réduits à de pures expressions de leur milieu, peut se dissimuler plus aisément.
En 1894, quatre années avant la parution de son premier livre, Melo Franco, qui résidait alors à Ouro Preto, s’était inscrit à un concours littéraire organisé par le journal Gazeta de Notícias de Rio de Janeiro. Il se classa deuxième avec une nouvelle intitulée A Estereira, qu’il reprendra plus tard dans le recueil Pelo Sertão. Déçu par ce résultat, il se rendit à la rédaction du journal pour y défendre sa nouvelle et l’expliquer, en s’adressant principalement au critique littéraire Joaquim Alves, auteur d’une analyse des œuvres présentées au concours. Cette apologie donnera lieu à l’article Nacionalização da arte: parecer de um curioso, qui figurera ensuite dans l’ouvrage Histórias e Paisagens, publié en 1921. Cet article en défense de sa nouvelle flétrissait l’« étrangérisme » (estrangeirismo) dans la littérature brésilienne et prônait une littérature nationale, propre à représenter le peuple brésilien, en même temps qu’il se prononçait en faveur du genre de vie du campagnard sertanejo, en opposition au tropisme européen manifesté par les élites intellectuelles des grandes villes, en l’espèce Rio de Janeiro, qui voyaient avec dégoût et déplaisir la culture rustique du sertão, tropisme que Melo Franco, dès l’orée de son article, traita avec dédain et sur un ton satirique, tout en s’érigeant lui-même, ― quoiqu’il fît preuve d’une connaissance approfondie de ce qu’il réprimandait―, en interprète littéraire des traditions et modes de vie agrestes ; la vie dans le sertão, qu’il affirmait ainsi vouloir dépeindre dans ses œuvres, n’avait certes pas la délicatesse des salons « francisés » (afrancesados) de l’élite intellectuelle, salons situés bien à l’abri de la vie dure et ardue menée sur une terre inhospitalière et pleine de difficultés, mais qui avait donné naissance à une culture et une vie frugales, exemptes de sophistications importées. La littérature d’une nation se doit, poursuivit-il, de représenter et symboliser son peuple, sous peine de nullité. L’auteur acceptait l’influence de la littérature étrangère sur celle brésilienne, mais cela ne devait pas impliquer qu’on plaquât des idées étrangères sur une réalité totalement différente : « J’estime que l’œuvre nationale, même quand elle dérive d’une œuvre étrangère ou en est inspirée, doit porter l’estampille caractéristique qui est la nôtre [...] ». Dans son opinion, une attitude en faveur d’une littérature nationale serait susceptible assurément de produire de grandes œuvres, attendu que le Brésil possédait déjà de grands hommes de lettres. Les Brésiliens, loin d’être un peuple inférieur ou décadent, réunissaient toutes les conditions pour élaborer une littérature qui leur soit propre. La nation était comprise par lui comme un être collectif, et la pensée nationale véhiculée par la littérature avait selon lui à remplir cette fonction fondamentale de définir et d’orienter le devenir de la nation.

## Œuvre
L’œuvre de Melo Franco comprend un roman (Os Jagunços), des recueils de nouvelles, des collections d’essais et d’articles de presse, et des conférences. Une bonne part de ses écrits a été publiée à titre posthume.
Si cette œuvre est assez largement tombée dans l’oubli aujourd’hui (2016), Tristão de Athayde p.ex. en reconnut l’importance dans sa formation intellectuelle, témoin le fait que la première de ses œuvres à paraître sous forme de livre fut un long essai de 1922, où il se pencha sur la vie et l’œuvre de Melo Franco et encensa celui-ci comme l’authentique découvreur et révélateur de la nationalité brésilienne. D'autre part, ainsi que l’affirmera Antônio Dimas en 1997, Afonso Arinos fut à l’origine de la « conversion » d’Olavo Bilac aux idées nationalistes. Lorsque l’auteur fut admis à l’Académie brésilienne des lettres, Bilac le salua par un discours qui aura une grande résonance.

### Pelo Sertão
En 1898, Melo Franco rassembla sous ce titre une série de nouvelles publiées auparavant dans divers revues et journaux, et prenant pour sujet la figure du sertanejo et la vie dans le sertão. Ce recueil joua un rôle pionnier dans l’avènement du régionalisme littéraire au Brésil et contribua à promouvoir la tendance réaliste en littérature.
Ce n’est qu’après s’être essayé à diverses manières littéraires que Melo Franco finit, dans ses années d’étudiant, entre 1885 et 1889, par s’ancrer dans le régionalisme. Ses contes et nouvelles apparurent dès lors tantôt dans la revue Revista Brasileira, tantôt dans Revista do Brasil, et lui valurent une certaine renommée et une place éminente au sein de l’école régionaliste brésilienne. En 1898, neuf de ces premières nouvelles furent rassemblés par la maison d’édition (brésilienne) Garnier, sous le titre Pelo Sertão (litt. À travers le sertão). S’y trouve appliquée la technique narrative réaliste, en accord avec laquelle les personnages, les coutumes et les paysages du sertão sont évoqués avec fidélité et vraisemblance, à partir de matériel collecté par l’auteur lors de ses pérégrinations dans les campagnes de Minas Gerais. Le sertanismo, mouvement dans lequel vient s’insérer ce recueil, avait déjà peu auparavant trouvé à s’exprimer dans la fiction brésilienne, sous la forme du livre Sertão de Coelho Neto, publié en 1896, et dont l’influence est perceptible dans la nouvelle qui ouvre le recueil de Melo Franco, Assombramento, inspirée de Neto en ceci qu’elle s’attache à explorer les superstitions et croyances populaires, et aussi dans le dernier récit, Pedro Barqueiro, dédié à Neto. Le reste des nouvelles traitent également de thèmes chers au sertanismo, tels que la beauté sauvage du paysage (dans Buriti perdido et Paisagem alpestre), la droiture et la bravoure du sertanejo (dans Manuel Lúcio, campeiro et Joaquim Mironga), le sentiment amoureux se muant en passion et en haine (dans A esteireira), l’exploitation des mines de diamants dans l’arrière-pays de Minas Gerais (dans O contratador de diamantes, episódio do século XVIII), tous récits dans lesquels la toile de fond historique joue un rôle important.

### Os Jagunços

#### Genèse
La même année 1898, à l’occasion de la guerre de Canudos, qui s’était terminée l’année précédente, Melo Franco publia, sous l’égide du journal O Comércio de São Paulo, un long roman sur ce tragique événement, l’une des toutes premières œuvres sur Canudos, où il mélangea réalité et fiction et qu’il intitula Os Jagunços. Le livre, qui n’eut qu’un tirage réduit et que Melo Franco signa du pseudonyme d’Olívio de Barros, est une évocation du conflit de Canudos, qui mobilisa le pays tout entier et se termina de manière sanglante en octobre 1897. Bien qu’il s’agisse d’une œuvre de fiction, le livre est en même temps un portrait de la vie des sertanejos et un compte rendu critique de ladite guerre, où s’entremêlent invention littéraire (par la forme romanesque et la mise en scène de personnages imaginaires), et faits véridiques empruntés d’une part à la vie quotidienne dans le sertão et d’autre part à l’histoire de la guerre.
Plusieurs chapitres du roman avaient auparavant été publiés dans la presse. En effet, en octobre 1897, Melo Franco commença à publier son roman en feuilletons quotidiens dans le journal O Comércio de São Paulo. À la différence d’Euclides da Cunha ou de Manoel Benício, Melo Franco n’avait pas été présent en personne sur le théâtre de la guerre pour y prélever la matière de son œuvre. C’est la raison pour laquelle Oliveira Mello affirme que la première partie du livre est authentiquement mineira, c’est-à-dire que l’auteur a transposé dans le sertão de Canudos les coutumes et les personnages de la région à laquelle il était intimement lié. Il a été affirmé que Melo Franco se serait informé sur la guerre de Canudos par le biais des articles d’Euclides da Cunha parus dans O Estado de São Paulo. Cependant, sans écarter la possibilité que Melo Franco ait lu les textes de Da Cunha, il convient de signaler que le journal O Comércio de São Paulo publia, pendant la durée de la guerre, des comptes rendus quasi quotidiens sur les batailles en cours et sur les événements dans le sertão bahiannais ; il est donc probable que ces reportages aient aussi joué un rôle fondamental dans la genèse d’Os Jagunços.
Étant donné l’affinité de Melo Franco pour les sertões, il n’est pas étonnant que les événements dans l’arrière-pays bahiannais, où les partisans d’Antônio Conselheiro affrontaient dans les années 1896 et 1897 les troupes gouvernementales républicaines, aient suscité l’intérêt de l’auteur. Ce sera d’abord en sa qualité de rédacteur dans l’organe de presse monarchiste O Comércio de São Paulo que Melo Franco, avant de publier son roman, sera amené à exposer ses opinions sur le conflit dans une série d’articles de son cru écrits pour le journal. Tant les articles que le roman dénonçaient le massacre des Canudenses, présentant les sertanejos comme de grands héros et martyrs, à l’opposé d’un gouvernement républicain pratiquant leur exclusion. Le sertanejo de Canudos était ici valorisé comme élément de la nationalité brésilienne en même temps qu’était critiquée le délaissement de ce sertanejo par la république.
Os Jagunços parut en 1898 dans un tirage de seulement une centaine d’exemplaires. Cependant, il convient de relativiser ce chiffre, eu égard à la circonstance que premièrement le texte avait été préalablement, comme signalé ci-haut, publié en feuilleton dans le quotidien O Commércio de São Paulo, et que deuxièmement il fait partie des nombreuses sources non citées d’Os Sertões de Da Cunha, ainsi que plusieurs études ont pu le démontrer,,.
Le roman tomba ensuite dans l’oubli, et ce n’est qu’en 1969 qu’une réédition put voir le jour, dans le cadre de la publication des Œuvres complètes de l’auteur par l’Instituto Nacional do Livro.

#### Composition, intrigue et personnages
L’argument de ce roman, qui reconstitue l’histoire du mouvement de Canudos à travers les faits et gestes du vaqueiro (gardien de bétail) Luiz Pachola, peut être résumé comme suit. Lors d’un séjour dans la fazenda Periperi en 1877 pour une vaquejada (regroupement du bétail avec rodéo), Pachola fait pour la première fois la rencontre de Maciel/Conselheiro et de sa petite suite et s’éprend de la mulâtresse Conceição. Celle-ci cependant périt lorsqu’elle tente de protéger Pachola des coups de couteau d’un rival jaloux. Ce sacrifice accompli à son intention incite le héros à se vouer désormais à la foi et à la pénitence, et le décide à se joindre à Maciel et à le suivre dans ses pérégrinations. Plus tard, en 1897, à Belo Monte, Pachola occupe un poste de confiance et appartient au commandement militaire de Canudos. Il survit à la guerre et s’échappe avec quelques autres survivants en direction de la caatinga,.
Le roman se place dans la perspective des petites gens, vaqueiros et journaliers, rendant palpable la vie quotidienne de la communauté conselheiriste. De ce seul point de vue déjà, O Jagunços est en porte-à-faux avec le discours dominant sur Canudos qui prévalait alors. En outre, la violence procède ici explicitement de l’armée républicaine, tandis que les Canudenses ne font que défendre leur projet. Tout acte délictueux de leur part est systématiquement nié par le narrateur, y compris le passé criminel de quelques protagonistes : la paisible et industrieuse colonie se concentre sur une économie de subsistance et sur la poursuite de quelques petits négoces et apparaît entièrement intégrée dans l’environnement socio-économique de la région.
Os Jagunços est divisé en deux parties, composées chacune de plusieurs chapitres. La première partie comprend notamment l’exposition, constituée de descriptions des personnages et du décor dans lequel se déroulera la guerre. Melo Franco y décrit le jagunço, le missionnaire (Maciel) et les traits caractéristiques du sertão, et livre une série d’éléments importants pour la compréhension de l’épisode. La deuxième partie est consacrée au récit de la construction de la communauté millénariste de Belo Monte et au compte rendu de la guerre.

##### Première partie
Dès le premier chapitre, l’auteur expose sa vision d’un sertão délaissé et de la force et résilience du jagunço, seul capable de survivre dans le sertão et d’en surmonter les adversités. Est ainsi donnée, toujours dans le chapitre premier, une description physique du sertanejo, à travers le portrait du personnage central Luís Pachola, qui permet de saisir comment Melo Franco se représentait cet homme de l’intérieur : 

« Le chapeau à larges bords ramené dans la nuque et relevé sur le front lui donnait une forte allure d’audace et de bravoure. D’une taille ne dépassant guère la moyenne, le torse proéminent, les yeux enfoncés et noirs, il portait sur le visage ovale et brun une barbe clairsemée sur les tempes mais formant sur le menton une fourrure épaisse, qui, sous une moustache pleine, lui donnait un je-ne-sais-quoi de mousquetaire des gardes royales de jadis. »

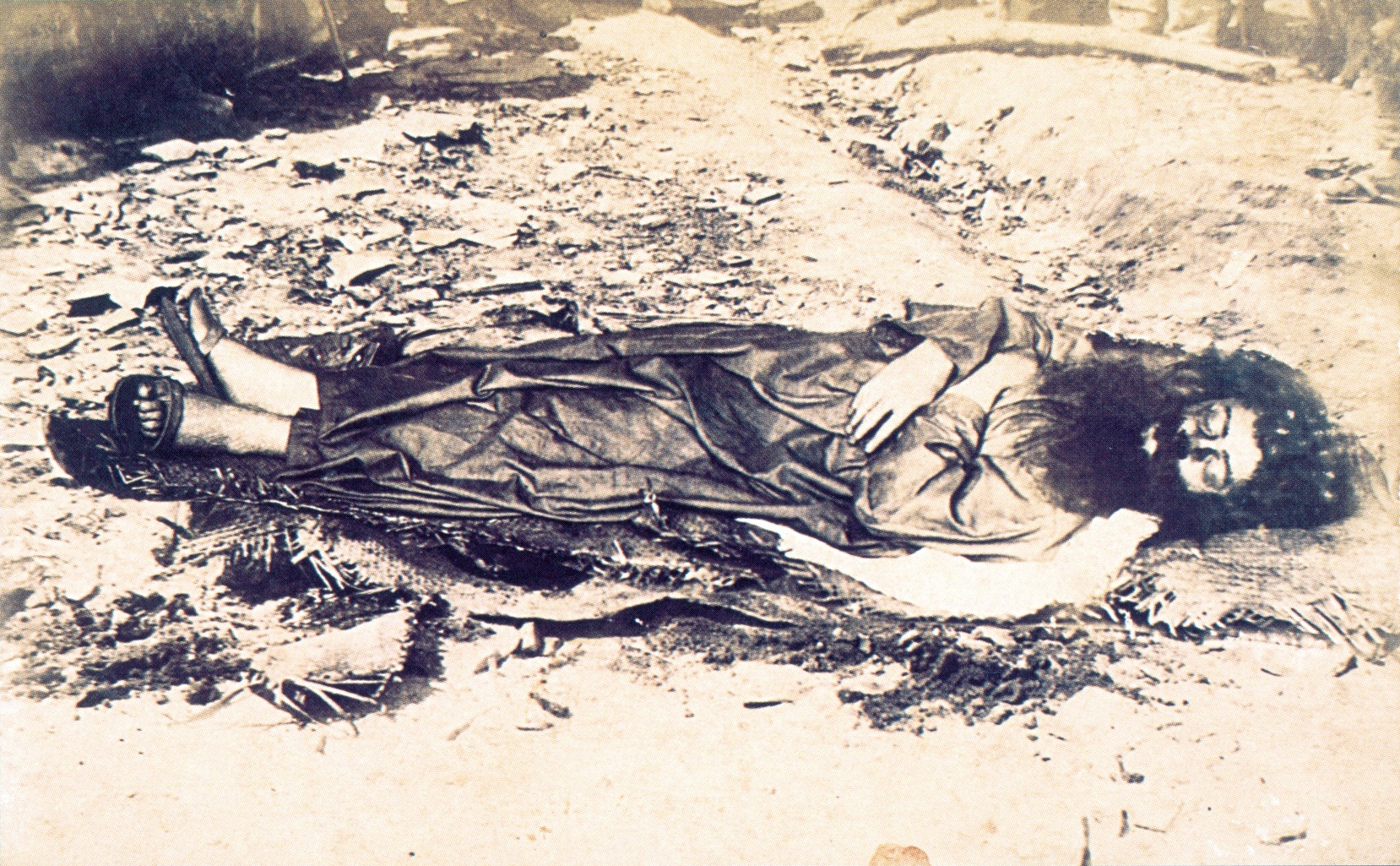
Unique photographie d’Antônio Maciel, dit le Conselheiro, prise après sa mort par Flávio de Barros. Maciel servit de modèle au missionnaire du roman d’Arinos.

Peu après est signalée une autre caractéristique du sertanejo. Chaque fois, avant de s’endormir, le jagunço fait ses prières : « Le camarade faisait son oraison du soir, longue, compliquée, où il y avait la précaution contre les cobras, contre les bêtes sauvages et contre les attaques de l’ennemi ». Ce passage met en évidence le rôle important de la religion dans la vie du jagunço. Il s’agit en l’espèce d’un catholicisme  populaire, empreint de syncrétisme, quelque peu éloigné des normes officielles de l’Église, mais d’une très forte emprise et permettant aux sertanejos de faire face aux adversités de la vie dans les arrière-pays. Dans cette configuration particulière du catholicisme telle qu’elle s’est développée au Brésil se détache notamment, selon le chercheur Luiz Mott, « [...] parmi ses principales manifestations [...] en premier lieu le goût pour la pénitence ». Ce trait est bien illustré par le rituel funèbre décrit au début du roman, par lequel Melo Franco entend représenter avec précision la dimension de dévotion populaire chez la population du sertão. Un autre de ces traits consiste à s’emparer de rites et de symboles, qui en théorie sont réservées aux célébrations publiques, pour les besoins de la dévotion privée, comme l’habitude d’édifier de petits autels de saints dans les maisons, d’apposer des croix aux murs, etc. Ce domaine religieux du sertanejo sera exploré par l’auteur et présenté au lecteur tout au long de la narration. Ainsi verra-t-on souvent le sertanejo adopter la posture du pénitent, souffrant et invoquant sans cesse la figure du Christ, assez caractéristique du mouvement de nature messianique que fut Canudos. Melo Franco décrit comme suit les activités de prédication du personnage du missionnaire :

« Il parlait à tous de sa mission divine, il leur conseillait pénitences et mortifications, leur citait des passages du catéchisme et de l’histoire sainte, et d’une parole ardente, plein de lueurs étranges dans ses yeux noirs et creux, il leur faisait part de ses visions de saints, d’apparitions surnaturelles, la nuit, quand il se reposait sur sa pauvre paillasse d’ermite, ou quand il parcourait à pied les plateaux frappés par le soleil et balayés par le vent. »

Le missionnaire affirme que Dieu l’a envoyé afin que, à l’instar de Moïse, il guide son peuple dans sa quête d’une terre sainte où établir sa nouvelle Canaan. Ses prédications, d’une grande puissance, ont un fort retentissement. Dans l’un de ses sermons, lors des festivités du Divin Saint-Esprit, le missionnaire se lance dans un discours plus politique et plus dur pour les campagnards de son auditoire :

« Il parla des errements du monde, de l’impiété régnante, du manque de foi des grands de la terre. Il menaça le peuple de châtiments, s’il ne l’accompagnait pas, lui le porteur de la vérité et de la justice ; il dit avoir reçu le pouvoir de guérir les malades, de déclencher des fléaux et des pestes ; il proclama, en périodes ferventes, les horreurs du présent et exposa la grandeur du futur que Dieu destinait à son peuple, à condition qu’il ne néglige jamais les conseils de son missionnaire. »

En décrivant avec détail la foi du personnage central, Melo Franco veut faire toucher du doigt toute la richesse du catholicisme populaire caractéristique de la population sertaneja. Il écrit à propos de Luís Pachola : « le pouvoir de Dieu était pour lui visible dans tout ce que ses yeux distinguaient et que ses oreilles entendaient ; le chant des moineaux, le grondement des tempêtes, les sécheresses et les pluies, les pestes, les ravages de la foudre ― tout se faisait par la volonté de Dieu ».
Melo Franco termine ce chapitre par deux observations fondamentales en rapport avec l’effet des prédications du missionnaire sur la population paysanne et avec la manière dont les autres acteurs de la scène, en l’occurrence les grands propriétaires terriens (fazendeiros) et l’Église, incarnée par la figure du vicaire, se mettent à réagir face à cet effet. L’auteur s’emploie à montrer comment la présence du missionnaire commence à indisposer non seulement le gouvernement, mais aussi l’Église, qui redoutait de perdre son monopole sur la foi, et une bonne part des fazendeiros et de l’aristocratie foncière, qui, en raison du nombre croissant d’adeptes du Conselheiro, craignaient de voir enchérir ou leur échapper la main-d’œuvre jusque-là si abondante et si bon marché. En ce qui concerne l’Église, il y a lieu de rappeler les mutations doctrinales survenues au sein de l’Église catholique à la fin du XIXe siècle et qui furent à l’origine d’un changement d’attitude du clergé brésilien vis-à-vis des pratiques du catholicisme populaire. Cette position nouvelle, dénommée ultramontanisme, surgit en réaction aux révolutions libérales européennes du XIXe siècle et avait pour objectif la consolidation des doctrines théologiques et une centralisation institutionnelle de l’Église catholique autour de Rome. Il s’ensuivit une condamnation de diverses pratiques religieuses populaires, et en particulier de l’action du Conselheiro et de la création de sa ville sainte de Belo Monte. Pour vaincre les difficultés et résistances auxquelles on pouvait s’attendre que se heurterait la mise en œuvre des nouvelles doctrines, le haut clergé brésilien mena des actions répressives en coordination avec les gouvernements et avec le pouvoir judiciaire pour faire valoir ses postulats.
Le dernier chapitre de la première partie relate l’accomplissement d’une prophétie faite par le missionnaire à l’éleveur bovin et patron de Luís Pachola, João Joaquim, selon laquelle celui-ci perdrait une partie de son troupeau dans les eaux du fleuve São Francisco. La réalisation de cette prophétie, en plus de provoquer l’ire de l’éleveur contre le missionnaire, portera le jagunço Pachola à estimer qu’il lui était désormais impossible de continuer à suivre son patron, désigné comme pécheur par l’événement, et qu’il devait lui aussi quitter son emploi et se mettre au service de Dieu. Cette péripétie du roman a pour fonction d’illustrer deux facettes importantes du mouvement conselheiriste : d’abord, le processus de fanatisation du sertanejo, et ensuite l’influence néfaste de l’activité du Conselheiro sur l’organisation du travail dans le sertão, influence qui devait fatalement le mettre aux prises avec une bonne partie des grands propriétaires terriens.
Dans cette première partie, l’auteur met donc en scène un sertanejo vigoureux, qui fait grand cas de l’honneur et subit la puissance de la parole ; sa foi, si elle est forte, apparaît mâtinée de superstitions et d’appréhensions, et très perméable aux histoires et légendes populaires, et tend à se teinter de mysticisme. Melo Franco s’évertue d’emblée à déconstruire les théories qui voulaient voir dans la révolte de Canudos une motivation d’ordre politique et y discernaient un mouvement anti-républicain de restauration monarchique, et laisse entendre que l’explication du phénomène Canudos est à chercher dans une analyse précise des facteurs religieux et des conditions d’existence des hommes de l’intérieur.

##### Deuxième partie
La deuxième partie, qui se décompose en cinq chapitres, et se sépare de la première par un large intervalle de temps, traite de la vie au village de Canudos et de la guerre. Le chapitre premier relate la fondation du village : le missionnaire, détenteur d’un pouvoir extrême sur un grand nombre de personnes par ses enseignements et par leur foi en Dieu, se prend, pendant l’une de ses pérégrinations, une épine dans le pied lors de son passage par une portion de sertão particulièrement inhospitalière et en resta incapable de poursuivre son chemin. Alors, « le missionnaire considéra longuement cette rugueuse portion de sertão. Son pied saignait à l’endroit ou l’épine s’y enfonçait, le sang en s’écoulant était englouti par la terre sablonneuse. Alors, parlant à lui-même, il dit : ― C’est ici ! ». Ainsi est fondée la ville sainte, Belo Monte. Derechef, Melo Franco signale que ce sont des mobiles religieux qui ont présidé à la construction du village, vu que celui-ci n’était que la concrétisation de la mission, telle qu’annoncée par le missionnaire, de fonder une nouvelle Canaan.
L’auteur donne une description de la ville, en soulignant sa simplicité et l’égalité qui y règne, encore qu’il soit question aussi de quelques maisons meilleures que les autres, de certaines dotées de lumière et d’autres non. La vie y est régie par une agriculture de subsistance et par le troc de marchandises et la vente des excédents sur le marché des villes circonvoisines, pour autant que celles-ci acceptent de commercer avec le « personnel du missionnaire ». Melo Franco d’un côté insiste sur la dureté du terrain et de l’air du sertão, mais d’un autre renforce par là même l’idée que le jagunço était accoutumé à cette vie et que lui seul serait en mesure de dominer cette « bête aux abois », l’auteur suggérant ainsi, sans faire outre mesure allusion aux traits raciaux du sertanejo, que cela apporte la preuve de la vigueur et des capacités de ce peuple authentiquement brésilien. Entre-temps, des dizaines de personnes chaque jour s’en vont rejoindre la ville, parmi elles souvent aussi des hommes normalement promis à réprimer le mouvement, comme de nombreux soldats des localités voisines ― circonstance qui du reste déterminera la nécessité pour les autorités à faire ultérieurement appel aux troupes fédérales.
Le narrateur en vient à présent à l’incident du bois de charpente, premier épisode de cette escalade violente que sera la guerre de Canudos. Pachola, qui jouissait d’une certaine considération auprès du Conselheiro, fut chargé de l’achat d’un lot de bois d’œuvre pour la construction de la nouvelle église. Bien que la facture ait été acquittée, les vendeurs répugnent à remettre le bois au « peuple du missionnaire ». Pachola rencontre en cours de route l’éleveur João Joaquim, d’âge avancé déjà, mais animé d’une fureur intacte contre le missionnaire et engagé dans une campagne contre le village. Mis au courant par Pachola, beaucoup de jagunços manifestent le désir de se rendre à la ville de Juazeiro pour s’emparer du bois et se faire justice eux-mêmes. Cet incident amènera le premier affrontement entre jagunços et forces républicaines.
Les jagunços, dont le narrateur ne manque pourtant de relever la vaillance si caractéristique de l’homme du sertão, n’agissent jamais qu’ils n’aient d’abord reçu ordres et directives du missionnaire, faisant la démonstration ainsi de leur profond respect et de leur obéissance. L’expédition sur Juazeiro ne sera organisée qu’après autorisation du Conselheiro, lequel confiera à Pachola le commandement et le choix des participants. La narrateur souligne : « De fait, là dans la ville sainte, l’autorité suprême était le Conselheiro. Celui-ci ne permettait pas qu’un autre ait ne serait-ce qu’une fraction de pouvoir si elle n’émanait de lui [...] ».
Nombre d’hommes politiques, conscients du pouvoir que le missionnaire exerce sur les campagnards, tentent d’obtenir son appui pour leur candidature aux élections. Ces démarches cependant n’étaient pas assumées publiquement.
À la fin du chapitre, Melo Franco donne une description interprétative de la réalité de la cité de Canudos, évoquant avec quelque détail la vie à Belo Monte et exposant les règles qui présidaient à l’organisation de la cité, centrée sur la figure absolutiste du Conselheiro:

« Comme lui était l’unique autorité, l’organisation était entièrement de lui, qui exerçait le pouvoir suprême. Son organisation sociale tenait beaucoup de choses de l’Ancien Testament, du moins pour ce qui touche à la famille. Interdisant les crimes contre la personne et contre la propriété, il tolérait la polygamie, voire la promiscuité. Toutefois, il ne se confondait d’aucune façon avec Zumbi dos Palmares, qui, en d’autres temps, commandait plus au nord, dans la Serra da Barriga, où un État puissant vivait sous son autorité suprême. [...] Il était schismatique, car il ne punissait pas les unions sexuelles hors mariage et s’arrogeait une autorité religieuse, qu’il n’avait pas.
211
L’autorité temporelle suprême était pour lui celle de l’Empereur, qu’il considérait comme l’élu et l’oint du Seigneur. Son socialisme et certaines pratiques du communisme n’ont d’analogie qu’avec le communisme des Péruviens, sous l’organisation théocratique des Incas. Là-bas, il n’y avait pas de pauvres ; chacun travaillait pour la communauté, dans la mesure de ses forces. Il ne prohibait pas le commerce, ni que l’individu travaillât un peu pour lui-même. Il reconnaissait l’autorité religieuse du Pape, quoique sur certains points il s’écartât des règles du Catholicisme. [...] Tout acte qui contrariait les ordres du Conselheiro lui paraissait un acte de franche hostilité et était considéré tel par tout le peuple de Belo Monte. »

L’on note ici la claire négation que le mouvement conselheiriste eût une quelconque relation avec la révolte du quilombo de Dos Palmares. Quant au positionnement anti-républicain de Maciel, Melo Franco, en le situant sur le plan religieux, en fait en réalité une analyse critique ; en effet, le missionnaire reconnaît le pouvoir impérial non en raison de convictions politiques favorables à un mode de gouvernement meilleur que celui républicain, mais parce qu’il considère l’Empereur comme un envoyé de Dieu, sur le moule de l’absolutisme européen. Une nouvelle fois donc, l’auteur écarte la thèse d’un soulèvement visant à restaurer la monarchie brésilienne, thèse massivement diffusée par la presse de l’époque.
La partie finale du premier chapitre donne parfois au lecteur l’impression de lire un essai critique sur Maciel et sur Canudos, au lieu d’une œuvre de fiction.
Dans le chapitre deuxième de cette deuxième partie, intitulé A Expedição, Melo Franco retrace le premier affrontement entre les jagunços conselheiristes et les forces républicaines, en l’occurrence un détachement de la police bahiannaise. À la suite du refus de livraison du bois d’œuvre, Pachola donc rassemble des jagunços pour se rendre à Juazeiro, le narrateur laissant entendre clairement que le seul objectif des Canudenses était de prendre réception du lot de bois, au demeurant déjà payé, et ce de préférence sans accroc. Cependant, les soldats du gouvernement de Bahia marchent en direction de la ville sainte, et se heurtent aux jagunços dans le bourg d’Uauá, où le conflit est engagé. Les jagunços, faisant preuve d’une plus grande adaptabilité et familiarité avec le sertão, mettent les soldats en déroute. En dépit de la disponibilité d’armes à feu, il y aura dans ce premier accrochage, comme dans les trois expéditions militaires subséquentes, une part importante de combat au corps à corps entre soldats et Canudenses.
Alors que Pachola retourne pensif à Canudos avec sa troupe, Melo Franco exprime explicitement son point de vue sur ces hommes des campagnes de l’intérieur, oubliés par le gouvernement, relégués à l’âpreté de leur existence, rejetés par le reste de la communauté nationale. En référence à Pachola, le narrateur énonce : « Il lui parut qu’à partir de ce moment, ils allaient affronter ce pouvoir lointain, dont ils ne savaient pas bien ce qu’il était, mais de qui tout le monde parlait comme d’une chose très grande et très forte ― le Gouvernement ». C’est une manière pour Melo Franco d’afficher sa vision politique, par une critique à l’adresse de la jeune république brésilienne, laquelle avait échoué à marquer sa présence dans le sertão et y était ressentie comme une entité étrangère, distante du peuple sertanejo — bien plus même, dans ce conflit, le gouvernement faisait figure d’ennemi.
Le chapitre troisième de cette partie, intitulé Os Fanáticos, expose la situation de Belo Monte et des jagunços après la première expédition et dans la perspective imminente d’une nouvelle offensive gouvernementale. Quoique le titre de ce chapitre puisse laisser supposer une adhésion de l’auteur à la représentation alors courante des Canudenses comme « fanatiques religieux », déments, fauteurs de désordre etc., en réalité, l’auteur prend la direction contraire, non seulement dans le chapitre concerné, mais de façon générale dans tout le roman, et le terme de fanático, éloigné de ce paradigme de marginalisation, renvoie seulement à l’adoration vouée à la personne du Conselheiro, et à l’adhésion totale aux idéaux divins que l’on croyait émaner de sa personne. L’auteur met en évidence également l’immense influence que Maciel/Conselheiro exerçait non seulement sur la population de Belo Monte, mais aussi sur toute la région limitrophe.
Les préparatifs d’une nouvelle attaque des forces républicaines entraînent un resserrement de la loi religieuse à Belo Monte et une multiplication des prières. L’église est de plus en plus le centre névralgique de la cité, où tous se rendent dans le but de renforcer leur foi et dans l’espoir d’une parole réconfortante de la part du Conselheiro. Melo Franco décrit avec détail le grand autel de la vieille église, d’où le Conselheiro avait coutume de s’adresser aux habitants du village. L’une des oraisons les plus souvent entendues à Belo Monte est le cantique du Bénédictus, qui fonctionne en quelque sorte comme une musique de fond tout au long du roman.
À la fin du 3e chapitre, le narrateur s’autorise deux considérations. Dans la première, il caractérise le sertanejo comme ayant été abandonné par des gouvernants indifférents à ses déboires, ce qui tend d’autant plus à le rapprocher de la foi et du Conselheiro.

« Les seules fois où ils entraient en contact avec le Gouvernement, ce fut par le biais des balles et des baïonnettes de la police. Délaissés dans leurs sertões, ils percevaient, de temps à autre, l’action du Gouvernement au passage des recruteurs, ou des attrapeurs de troupes. Au milieu de leurs misères ne leur parvenait jamais aucun soulagement de la part du Pouvoir. [...] Si les pluies leur arrachaient leurs fragiles cases et que la peste leur détruisait le bétail, le Gouvernement ne se portait pas à leur secours pour réédifier la paillote, ni pour leur remplacer le cheptel perdu. Seul un pouvoir leur apparaissait propice, mais celui-là n’était pas de ce monde. À lui, ils adressaient des vœux ingénus, qui étaient souvent exaucés ; à lui, ils élevaient des prières et de lui ils recevaient du réconfort. »

Melo Franco juge justifiées la guerre des Canudenses et la défense de la ville sainte. Si en effet les jagunços n’avaient rien à espérer du gouvernement, ils étaient en droit de défendre ce qui leur offrait protection et remplissait leur âme d’espérance.
Dans un autre passage, description d’une cabocla résidant à Belo Monte, l’auteur exprime sa vision sur le phénomène du métissage. Selon lui, du mélange ethnique résultera quelque chose de nouveau, le métis, dans lequel il ne sera plus possible de discerner les héritages respectifs, désormais réunis, de ses différentes ascendances.
Le chapitre quatrième se déroule en 1897, quand parviennent les nouvelles de troupes marchant sur la cité et que s’exaspèrent les discours et sermons enflammés du missionnaire contre l’ennemi. Aux côtés du Conselheiro, vieilli et malade, perclus, mais jouissant toujours d’un grand pouvoir sur toute la population de Belo Monte, l’on note maintenant la présence constante de personnes qui joueront un rôle de premier plan dans le contexte de la guerre et feront des apparitions fréquentes jusqu’à la fin du récit, tels que Vila Nova, José Venâncio, Macambira, Pajeú, João Abade, et d’autres. En outre, l’auteur apporte un aperçu plus détaillé de la population sertaneja composant la communauté conselheiriste ; l’on y remarque, outre la susmentionnée cabocla, la présence de noirs anciennement esclaves, qui sans doute avaient rejoint Canudos en raison du manque de perspectives au lendemain de l’abolition de l’esclavage, ainsi que de personnes de familles traditionnelles, venues de villes voisines.
Un peu plus d’un mois plus tard, l’on apprend qu’une nouvelle et puissante force fait mouvement vers Canudos ; c’est la 3e expédition commandée par le colonel Moreira César, laquelle notoirement se soldera par une cuisante défaite pour les troupes républicaines.
Après la mort du commandant en chef, la retraite décidée, nombre de soldats, harcelés par les jagunços et se débandant, désertent et prennent la fuite dans le sertão, attitude qui sera ensuite souvent blâmée par les analystes de la guerre. L’auteur, délaissant derechef le fil de la narration, s’attache à saisir les motifs de ces désertions et se lance dans une longue explication inspirée de la psychologie des masses de Gustave Le Bon.
L’issue de cette expédition permet aux jagunços de mettre la main sur quantité d’armements modernes et de munitions, y compris des canons et des grenades, ce qui sera célébré avec enthousiasme dans la ville. Un accident avec une de ces grenades toutefois modifiera la perception de ces objets de guerre, vus dorénavant comme des choses maudites, ce qui met en relief une nouvelle fois la superstition caractéristique du sertanejo. Beaucoup de ces armes tombées en leur possession, dont les canons, seront alors enfouis pour éviter la propagation du mal.
Melo Franco se plaît ici à railler les images que principalement la presse a échafaudées autour de la personne du Conselheiro et des jagunços, et que font siennes les habitants des grandes villes.
Avant d’en venir dans son récit à la 4e expédition, le narrateur fait quelques mises au point importantes, d’abord sur le Conselheiro. Si celui-ci est doté d’un pouvoir et d’une influence extraordinaires sur ses ouailles, il y a lieu néanmoins d’ajuster sa stature, de la démythifier ; le narrateur tient donc à préciser :

« Il ne se donnait jamais pour le Bon Jésus, ni ne se faisait passer pour tel à Belo Monte. Il disait toujours, lors de tous les conseils, qu’il était l’humble serviteur du Bon Jésus, dont il s’employait à appliquer la loi sur ceux qui l’accompagnaient. Il affirmait constamment que seul Dieu faisait des miracles et non lui, pauvre pécheur. »

Une deuxième mise au point de l’auteur touche à la représentation d’une ville harmonieuse. Il est indiqué que des inégalités y sévissent, qu’il y a des règles fixes et des châtiments (dont un exemple cruel est donné dans le roman) pour qui les transgressent. Rien ne peut se faire que moyennant l’autorisation du Conselheiro.

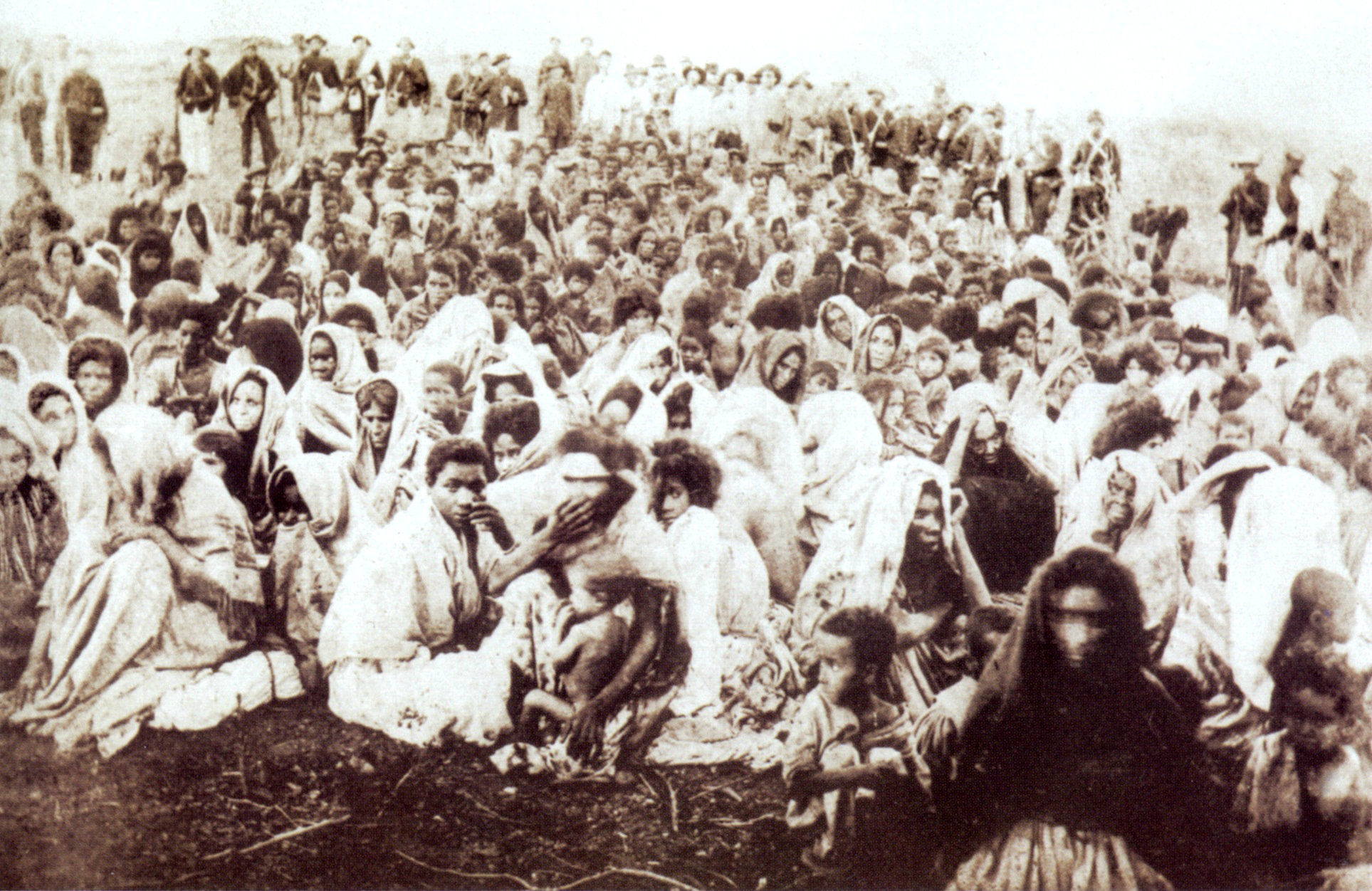
Survivants de la guerre de Canudos, après l’assaut final des forces républicaines.

Les égorgements, les dénommées cravates rouges, sont évoquées explicitement dans le livre. Cependant, à rebours de ce à quoi l’on aurait pu s’attendre de la part d’un monarchiste, Melo Franco s’abstient d’attaquer sans nuance l’attitude des soldats qui à ce moment-là servaient la république. Il n’y a pas en effet de cruauté a priori et les actes répréhensibles commis dans la phase finale du conflit furent une excroissance de la guerre elle-même et des défaites successives subies par les forces régulières.
Dans le dernier chapitre enfin, consacré à la chute de Belo Monte, Melo Franco décrit avec exactitude quelques scènes et événements de l’ultime phase de la guerre, dont plusieurs figureront aussi dans Os Sertões d’Euclides da Cunha, notamment le récit d’une embuscade tendue par un jagunço. Le narrateur insinue (sans spécifier plus avant) qu’il a obtenu ces informations précises de Vila Nova, lequel avait été autorisé par Antônio Conselheiro à sortir de Belo Monte pour solliciter des renforts dans une ville voisine.
La toute dernière phrase du livre est fortement suggestive, au même titre que la première. Parlant des jagunços survivants, Melo Franco clôture ainsi son œuvre : « Et la tribu marcha vers le désert ». C’est une allusion limpide à un épisode de la bible, destinée à suggérer l’idée de martyrs, de souffrance, et de quasi-héros.

#### Aspects littéraires
Doté du sous-titre Novela sertaneja (« roman du sertão »), l’œuvre s’inscrit dans la tradition régionaliste brésilienne et, en resituant Canudos au sein même du sertão, abandonne ostensiblement l’angle de vue de la centralité républicaine. La première partie comprend de longues descriptions non seulement de la vie des vaqueiros, mais aussi de réalités culturelles telles que le lundu et le congado, descriptions entremêlées de poésies et de refrains populaires et parsemées de vocables et tournures régionales. Le héros au contraire, appartenant au type chevaleresque, modeste, pétri de noblesse d’âme et de miséricorde chrétienne y compris envers ses ennemis, adulé de ses compagnons, blessé par un amour malheureux, représente un type européen universel, situé par delà l’espace et l’Histoire, et que ne caractérise aucun trait régional.
Selon Tristão de Ataíde « [...] le roman est trop long, sans unité de facture ou de narration et fréquemment insipide, dénotant presque constamment une composition bâclée pour feuilleton [...] ». L’auteur pourtant remarque encore que le roman « [...] possède néanmoins de bonnes parties, vivantes et pittoresques, en particulier dans la première partie, et quelques autres passages forts, émouvants et brillants, dans la partie finale. Il mériterait de subir une refonte [...], car il renferme beaucoup de choses intéressantes, qu’il est dommage de laisser se perdre dans une édition restreinte de 100 exemplaires [...] ».
Le sertão est évoqué de manière antinomique, le sertão bienfaisant de l’époque impériale contrastant avec le sertão républicain désormais ravagé. Une culture populaire intacte, une morale salubre et une structure sociale inviolée, où les hiérarchies existantes ne provoquent aucun conflit, caractérisent le sertão impérial. La nature est exempte de son potentiel hostile, et les sécheresses sont passées sous silence. Canudos est ainsi le parangon d’un sertão paisible, à quoi s’oppose le caractère criminel de la république. Canudos sert de symbole collectif permettant à l’auteur de donner corps à sa vision monarchiste et anti-républicaine, où Canudos fait fonction d’allégorie de la société rurale pré-républicaine.
Le roman s’intéresse peu aux motivations des Canudenses : abstraction faite des personnages principaux, ils restent des fanatiques anonymes, codés comme jagunços, en adéquation avec la nature rugueuse. Cette dernière cependant réclame un travail rude mais honnête, soit l’exact contrepied de l’oisiveté paresseuse et de la morale décadente des villes côtières. Le sertão est essentiellement nature, laquelle respire la spécificité nationale et se dérobe à une civilisation urbaine mal comprise.
En dépit de sa catégorisation comme roman, Os Jagunços comprend des parties d’une tonalité très rationnelle, témoignant d’une ambition scientifique, comme l'attestent ces passages dans lesquels il aborde la question du meneur et de la masse, et tente de comprendre l’ascendant acquis par les chefs militaires de Canudos et par le Conselheiro lui-même. L’on détecte dans ces passages, lors même que ne s’y trouve aucune citation ou référence, une forte influence de certaines théories scientifiques, notamment de la psychologie des masses, théorisée par des auteurs tels que Gustave Le Bon et assez répandue dans l’intelligentsia brésilienne de la fin du XIXe siècle. Ces constatations amènent à relativiser quelque peu la polarisation scientisme contre romantisme.

#### Propos et intentions idéologiques de l’auteur
La guerre de Canudos est sans conteste un jalon crucial de l’histoire du Brésil, mais également un élément capital dans le débat sur la nation et la nationalité brésiliennes, en ceci que ce conflit amena au jour une portion du pays jusque-là reléguée, mais sur laquelle il n’était plus depuis lors possible de faire l’impasse. Afonso Arinos de Melo Franco fut l’un des premiers écrivains à appeler l’attention de tous ses compatriotes, par la voie de son article de presse du 9 octobre 1897, sur l’importance du mouvement de Canudos au regard de la formation du Brésil comme entité sociale et psychologique, arguant notamment : 

« Cette lutte mériterait l’attention des gens de presse, pour qu’elle soit étudiée, non simplement en sa tragique irruption et dans son développement, mais dans ses origines profondes, en tant que phénomène social de la plus grande importance pour l’exploration psychologique et pour la connaissance du caractère brésilien. »

Dans les quelques articles parus dans le journal O Commércio de São Paulo, l’auteur, tout en donnant des nouvelles sur le déroulement du conflit dans la Bahia, fit connaître sa propre position sur les événements, en particulier dans un texte de 1897, intitulé Campanha de Canudos (o epílogo da guerra), où son opinion apparut clairement. L’écrivain y décrit le conflit comme une chose « sombre, mystérieuse, remplie d’épisodes dantesques ; cette lutte fantastique, dans laquelle la constance héroïque du soldat s’oppose à la bravoure épique du jagunço », en pointant comme le grand responsable de l’affrontement l’« incurie » des autorités. Pour Melo Franco, les épisodes d’effusion de sang à Canudos auraient pu être évitées par une « étude scrupuleuse de la région où s’est manifesté le singulier phénomène et par l’investigation attentive du phénomène lui-même, avant que le fanatisme des fanatiques ne pût s’exacerber, les attirant dans les mâchoires des corps d’armée ». Les sertanejos sont vus comme des victimes d’un gouvernement cruel et irresponsable, attendu qu’à aucun moment les jagunços ne prirent l’offensive, pas même à la suite de la défaite de l’expédition de Moreira César. Le conflit sera à l’origine de l’image du guerrillero sertanejo martyr et héroïque, résistant jusqu’à la toute fin du conflit. Certes, la force de la civilisation vainquit, mais le sertanejo avait fait, avec la guerre de Canudos, la démonstration de son existence face au littoral cosmopolite. Par conséquent, l’événement signifia l’affirmation du sertão et de ses habitants comme composantes de la nationalité brésilienne : à une époque où la République récemment instaurée s’efforçait de mettre la nation brésilienne en adéquation avec les conceptions de progrès et de civilisation, l’intérieur du pays, éloigné de la modernité tant recherchée, apparaissait comme une région en divergence avec ce projet. Les événements de Canudos servirent de révélateur de cette antinomie. D’un côté, le Brésil que l’on aspirait à construire, de l’autre, la réalité d’une population sertaneja luttant pour survivre dans une région aride et adverse. Melo Franco avait conscience de l’existence de cette réalité duelle du Brésil et ne niait pas la nécessité d’intégrer les sertanejos dans la nation. Selon lui, des éléments civilisateurs, susceptibles de rendre possible une telle intégration, devraient être dirigés sur le sertão ; mais la république, animée par une méconnaissance et un mépris de la région, ne réussit pas à réaliser cette integration sans faire usage de la violence et sans procéder au massacre des jagunços. Par là, estime l’auteur, le conflit guerrier à Canudos illustra l’impéritie du nouveau gouvernement, incapable de mettre en œuvre une modernisation qui inclût, pacifiquement, dans la nation envisagée, l’ensemble de ses composants. Une nouvelle fois fut ainsi démontrée l’incapacité de la république à gérer le pays,.
D’autre part, dans ce même article paru dans O Commércio de São Paulo en octobre 1898, Melo Franco adopta une position contraire à la thèse, naguère encore généralement admise, d’un Canudos bastion monarchiste, et rejoignit ce faisant les points de vue défendus par Alvim Horcades et Manoel Benício. Auparavant déjà, en tant que rédacteur en chef du susnommé journal, et sous le pseudonyme d’Espinosa, il avait cherché à invalider l’idée d’un complot restaurationniste et fini par défendre la cause de Belo Monte. Il postula que les origines du mouvement conselheiriste devaient être cherchées dans la religiosité spécifique du sertão, recherche qui selon lui contribuerait en outre à permettre une « investigation psychologique du caractère brésilien », et défendit la conception (qui sera celle aussi d’Euclides da Cunha) que le sertão aussi faisait partie intégrante du Brésil et que le sertanejo n’était autre qu’un Brésilien que la civilisation avait marginalisé et laissé à la merci de la « loi de la nature »,.
Melo Franco appartenait à une tradition littéraire qui s’évertuait à trouver le sens de la nation brésilienne à travers l’analyse de sa marginalité, soit, en l’espèce, les vastes terres de l’intérieur, espace géographique abandonné par une république qui se proclame moderne. Les écrivains régionalistes se firent un devoir de mettre en scène et de représenter la culture du sertão, en affirmant son authenticité en opposition aux influences étrangères qui se manifestaient dans les principales villes de l’époque, principalement à Rio de Janeiro.
Melo Franco du reste n’était pas le seul intellectuel monarchiste à croire à l’importance d’incorporer le sertanejo dans la nationalité brésilienne. Eduardo Prado, propriétaire d’O Comércio de São Paulo, affirma lui aussi la nécessité de prendre en compte le caboclo comme élément caractéristique de la nation, arguant que celui-ci était « un homme que nous devons tous admirer pour sa vigueur et parce que c’est lui qui, au bout du compte, est ce qu’est le Brésil, le Brésil réel, bien différent du cosmopolitisme artificiel dans lequel nous vivons, nous habitants de cette grande ville. C’est lui qui a fait le Brésil ». L’écrivain Afonso Celso également contestait les théories selon lesquelles le métis serait un dégénéré et un être racialement inférieur et s’attacha à souligner au contraire que le « métis brésilien ne présente aucune infériorité d’aucune sorte, ni physique ni intellectuelle ». Les vaqueiros notamment, rappela-t-il, sont à ranger parmi les métis, ces vaqueiros dont la sobriété et le désintéressement sont notoires, qui jouissent d’une santé inaltérable, sont d’une force et d’une dextérité rares, etc.
Le missionnaire, c’est-à-dire Antônio Maciel, dont les antécédents ne sont pas indiqués, apparaît plutôt comme un beato (dévot laïc), un saint, mais est également « noir comme l’ombre de la mort ». La sphère religieuse tend à s’autonomiser en s’abstrayant en mysticisme. Néanmoins, le Conselheiro prend aussi des traits terriens, se compromettant dans des tractations politiques, à la manière d’un coronel, et tolérant dans Belo Monte des châtiments cruels ; c’est un « fanatique religieux mégalomane », ambivalent, avec qui le narrateur ne s’identifie nullement, encore que le terme de fanatique ne doive pas, selon certains commentateurs, induire à penser que l’écrivain adhérait au paradigme de fanatisme religieux, de folie et de perturbation, le terme fanatique exprimant ici seulement la vénération dont faisait l’objet la figure du Conselheiro, l’adhésion complète aux idées divines supposées émaner de sa figure. Melo Franco au demeurant jugeait positive l’influence d’Antônio Conselheiro sur les gens des sertões, car « nul autre pouvoir humain ne parvint, comme il le fit, à dompter ce peuple rude, à en faire un grand instrument de discipline, l’arrachant en même temps aux manifestations du banditisme ».
Aux yeux de Melo Franco, le métissage n’apparaît donc représenter aucun problème pour les peuples d’Amérique. Au travers de la description d’Aninha, protagoniste cabocla du roman Os Jagunços, Melo Franco sous-entend que du mélange ethnique résultera quelque chose de nouveau, le métis, « dans lequel ne pourront plus être discernées les hérédités de telle ou telle descendance, désormais unifiées ». De fait, Melo Franco faisait sienne la thèse sur la formation raciale du Brésil soutenue par le naturaliste allemand Carl von Martius et publiée dans la revue de l’Institut historique et géographique brésilien en 1845 ; cette thèse, qui tenait que le Brésil se serait constitué par la conjonction de trois races différentes — blancs, indiens et noirs —, donna lieu à controverse dans la deuxième moitié du XIXe siècle, prenant en effet le contre-pied des théories racialistes qui postulaient la dégénérescence du métis, plus spécialement des affirmations de Gobineau que les Brésiliens ne seraient qu’une « bande » de mulâtres et de métis, à complexion rachitique, répugnants et désagréables à l’œil. Melo Franco pour sa part n’estimait pas que le mélange des races pût être de quelque façon préjudiciable à l’avenir du Brésil, comme le pensaient plusieurs intellectuels de l’époque.
Le livre de Melo Franco est donc à comprendre comme une importante étape dans l’effort de valorisation du sertão et du sertanejo en tant qu’expression de l’identité nationale ; cependant, l’attention des analystes ayant été quasiment monopolisée par Os Sertões de Da Cunha, Os Jagunços ne sera que médiocrement pris en considération et l’on fera peu pour en saisir toute la portée. De surcroît, la vision qu’a Melo Franco sur le sertão et le sertanejo vient, dans le roman, se placer dans la perspective monarchiste propre à l’auteur. Deux points de vue continuellement affirmés dans l’ouvrage de Da Cunha — la réfutation de la thèse d’une visée restauratrice sous-tendant le mouvement de Canudos, et la mise en évidence des injustices commises à l’endroit des populations du sertão — irriguent également tout le livre de Melo Franco, qui « [...] va réaffirmer ces deux idées centrales, devançant en cela de quelques années le sens général du livre d’Euclides [...] ». Aussi la guerre de Canudos aura-t-elle un grand rôle à jouer dans le réajustement de la façon dont ce sertanejo sera appréhendé par le reste du Brésil, ainsi que l’indique l’auteur lui-même à la fin de l’article susmentionné : « Ils reçurent le splendide et mystérieux baptême du sang, et, ceints de ce pourpre, ouvrirent les portes de la nationalité brésilienne à leurs frères du sertão ».

### Notas do Dia
En 1900, Melo Franco fit paraître Notas do Dia, livre réunissant une série d’articles et de textes traitant de thèmes divers et publiés antérieurement, entre 1895 et 1899, dans plusieurs journaux tels que O Estado de Minas et O Comércio de São Paulo, ainsi que dans la revue Revista Brasileira.
Le premier article, intitulé O Passado de Minas e a Inconfidência et daté du 21 avril 1895, veut, en évoquant et en tentant de saisir les événements de l’Inconfidência Mineira de 1789, rendre hommage au courage et à la vertu de personnages héroïques tels que Tiradentes, lequel est présenté, de même que l’Inconfidência, sous un jour favorable. Avant cela cependant, l’auteur avait abordé le sujet de la colonisation portugaise, en mettant en valeur l’action des bandeirantes qui, avec tout leur aspect aventurier, explorèrent, défrichèrent et colonisèrent le Minas Gerais. L’on remarque que ce jugement positif de la colonisation et des bandeirantes allait à l’encontre d’autres lectures contemporaines de cette période historique, notamment celle de Paulo Prado dans Retrato do Brasil, ouvrage dans lequel les bandeirantes et la colonisation portugaise sont présentés comme le fruit de la cupidité des colonisateurs, en quête d’un enrichissement rapide, disposition d’esprit qui, selon Prado, orientera tout le processus colonisateur et imprégnera du même coup la formation de la nationalité brésilienne, en effet : « Les groupements ethniques de la colonie [...] n’avaient pas d’autre motif idéaliste, si ce n’est celui de découvrir des trésors dans les excavations des montagnes et dans les ravines et rivières de l’intérieur [...] ». C’est de la colonisation nord-américaine que pour sa part, et par opposition à celle portugaise au Brésil, Paulo Prado fait l’éloge. Le peuple brésilien serait un peuple triste, empreint d’une mélancolie qui serait la conséquence de l’avidité et de la luxure des colonisateurs. Au contraire, Melo Franco prit la défense des bandeiras, discernant dans le Minas Gerais un héritage bandeirante, qu’il s’efforcera toujours de mettre en valeur. Il voyait même dans la volonté d’enrichissement, qu’il ne nia pas, une caractéristique positive, compte tenu des difficultés à surmonter pour mettre sur pied les expéditions, en particulier la nécessité de les financer de sa propre bourse. L’auteur trace un bref historique de son État d’origine, mettant en relief l’extraction de l’or et l’organisation politique au travers des chambres municipales, pour aboutir à la période qui permit l’apparition d’intellectuels tels que Cláudio Manoel da Costa, Basílio da Gama, et d’autres, tous étudiants qui avaient été baignés dans les productions littéraires des Lumières, le Contrat social de Rousseau et l’Esprit des lois de Montesquieu, principalement. Le pouvoir croissant des chambres municipales eut pour effet d’éveiller le désir d’autonomie, mouvement dont le « [...] foyer fut le Minas Gerais, la première des capitaineries d’alors, par sa population, son commerce et son importance économique ». Pour Melo Franco, « [...] l’Inconfidência ne fut ni une conspiration, ni une révolte, mais une propagande en action », et en tant que telle, elle avait besoin d’un instrument captivant, populaire, que fournira la figure de Tiradentes. Celui-ci incarnera l’élément populaire dans un mouvement mené en premier lieu par l’élite de la capitainerie, laquelle, outre des intellectuels, comprenait des propriétaires fonciers, des membres du clergé, des militaires, etc. Tiradentes était le trait d’union entre le peuple et le mouvement, sans lequel l’indépendance serait difficile à réaliser.
Le 12 octobre 1895, Melo Franco prononça une conférence devant les élèves du Lycée Mineiro d’Ouro Preto, conférence intitulée Cristóvão Colombo e a Descoberta da América (litt. Christophe Colomb et la Découverte de l’Amérique), où il exposa sa vision du Nouveau Monde et de son découvreur. La colonisation tant espagnole que portugaise de l’Amérique y est présentée d’une façon contemplative et romantisée, et les peuples d’Amérique, les pays du continent, de même que Colomb lui-même sont évoqués sous un jour favorable. Les combats, les affrontements avec les indigènes et les esclaves noirs, l’annéantissement des cultures amérindiennes, l’introduction de valeurs nouvelles, apparaissent dans l’exposé comme constituant une grande épopée et comme un élémént essentiel dans la genèse de l’identité nationale de chacun des pays concernés, sans que l’auteur ne cherche à prendre la défense des cultures indigènes supplantées ni non plus d’ailleurs à valoriser outre mesure le peuple conquérant respectif. Le résultat de ce processus de conquête serait selon Melo Franco un lieu de prééminence sur la scène mondiale, prenant rang parmi les États les plus importants. Dans la caractérisation qu’il donne des différentes cultures nationales ainsi créées, l’auteur ne semble accorder aucun rôle aux cultures indigènes précolombiennes, et ne veut voir le caractère national que comme l’aboutissement d’un processus historique affectant les territoires colonisés d’abord, les États indépendants ensuite. En contrepartie, et contrairement à beaucoup d’intellectuels brésiliens de son époque, Melo Franco ne percevait pas l’Europe comme modèle et les cultures américaines contemporaines comme vouées à l’échec ou culturellement attardées. Il s’érige en défenseur de l’identité nationale spécifique de chaque pays, condamnant, dans le cas précis du Brésil, les habitudes européennes adoptées par les élites des grandes villes et insistant une nouvelle fois sur la valeur de la culture sertaneja, exempte d’étrangérismes, parangon du caractère national brésilien, façonneur de la nationalité. La vision de la majorité des monarchistes, y compris de Taunay et de Melo Franco, sur les autres pays d’Amérique du Sud était celle également d’Eduardo Prado, à savoir que l’empire du Brésil avait été synonyme d’unité et le contre-pied du caudillisme des pays voisins ; la nation brésilienne représentait l’« ordre », en opposition au « chaos » des républiques limitrophes. Le projet impérial brésilien était présenté comme incarnant l’idéal de « civilisation » du Nouveau Monde, tandis que l’idée de la « barbarie » venait à s’appliquer aux républiques hispano-américaines. La monarchie centralisée aurait joué un rôle fondamental dans le maintien de l’unité territoriale et dans la diffusion de la culture et de la connaissance.
Du reste, Melo Franco vouait une grande admiration et un grand respect à Taunay, à telle enseigne qu’il écrivit un article en son hommage, intitulé Visconde de Taunay et publié à l’occasion de sa mort le 27 janvier 1899 dans le journal O Comércio de São Paulo. Dans cet article, repris dans Notas do Dia, Melo Franco fait l’éloge de la puissance créatrice de Taunay et de sa fidélité à la famille royale, soulignant notamment qu’« [...] au départ du problème social, il reconnut que la République ne fit rien sinon augmenter nos vices, relâcher nos mœurs, mettre en péril notre futur. Pour cette raison, lui, qui était libéral, combattit la République, qui nous entraîna vers l’affaiblissement, le mauvais gouvernement et l’indignité ».
De retour de son premier voyage en Europe, ayant déjà élu domicile à São Paulo et accepté le poste de rédacteur en chef du journal O Comércio de São Paulo, Melo Franco rédigea un article daté du 14 juillet 1897 et prenant pour sujet la Révolution française, 14 de Julho (14 juillet). Au yeux de l’auteur, la prise de la Bastille n’est qu’un pur symbole créé par les révolutionnaires ; comme événements réellement marquants, l’auteur préfère mettre en avant, dans son article, d’autres faits qui auraient mérité d’avoir davantage été mis en exergue. En effet, selon lui :

« Mais la prise de la Bastille est un symbole. Le fait en lui-même est de moindre importance. Bien plus glorieuses seraient les dates du 5 mai – l’ouverture des États généraux ; du 17 juillet – transformation des États généraux en Assemblées nationales ; surtout, le 20 juin – le serment du jeu de paume – et le 4 août, où furent abolis les privilèges féodaux et où fut conçue la glorieuse et inoubliable Déclaration des droits de l’homme. »

Il importe de renoncer à toute vision mythique du processus révolutionnaire et d’effectuer une lecture critique des événements. Une telle lecture passe premièrement par une réinterprétation des protagonistes, où les grandes figures de la révolution ne doivent être vus ni comme des héros, ni comme des démons, en effet : « [...] ce sont simplement des hommes, emportés par des événements dont ils furent incapables de brider le courant, dominés qu’ils étaient per l’aveuglement et la fièvre d’événements qui étaient sans précédent à l’époque dans laquelle ils vivaient ». Il s’agit d’abandonner les interprétations de ceux que Melo Franco appelle des « historiens fantaisistes », affairés à peindre la révolution comme une représentation théâtrale. Sans ces dramatisations, « [...] cette période-là apparaîtra plus véritablement dramatique dans son développement et dans son importance, moins théâtrale et moins mise en scène. [...] un grand drame de la vie réelle ». L’auteur déclare par ailleurs : « Et la France d’aujourd’hui [1897] est la même France aristocrate et centralisée, ayant un président qui est un monarque élu, avec un mandat de sept années, renouvelable aux termes de la constitution ». Les révolutionnaires instaurèrent le règne de la loi, à travers la Constitution, ce qui est, en bien ou en mal, un acquis pour les sociétés humaines du monde. L’aspiration à l’égalité, à la liberté et à la fraternité, quelque utopique qu’elle fût, a été une voie d’inspiration pour d’autres pays, pas seulement en Europe.
La même année 1897, Melo Franco fit paraître dans le journal O Comércio de São Paulo deux articles commémoratifs de l’empereur Pierre II, dont les dates de parution, le 2 décembre pour le premier (qui avait pour titre Dois de Dezembro: Aniversário Natalício de D. Pedro II, soit Deux décembre : anniversaire de la naissance de Pierre II), et le 5 décembre pour le second (qui portait le titre Dom Pedro II), renvoient à la date de naissance et de décès, respectivement, de Dom Pedro II. Dans le premier article, l’auteur loue la période impériale comme instigatrice du développement du Brésil et comme garantie de l’unité nationale. En outre, il forge une image généreuse, presque de piété, de l’ancien empereur confronté aux événements qui le conduisirent à l’exil, et construit une symbolique mystique et sobre de la figure impériale. Quoique victime, selon Melo Franco, l’empereur ne prononça aucune parole offensive contre le peuple ou contre la patrie brésilienne, ni même contre les républicains. Après s’être plu à mettre en évidence les réalisations du Brésil impérial, ses grandes personnalités littéraires, telles que José de Alencar, Gonçalves Dias, son industrie et ses travaux, l’auteur se lance dans une critique de la République : « Que nous a donné jusqu’ici, en huit ans, le drapeau à l’écriteau-comète (« bandeira marca-cometa ») ? La pauvreté, le discrédit, la haine et le deuil ». Le second article est de même tendance et poursuit dans le sens de l’exaltation de la figure de l’empereur : « Pierre II fut le rayonnement olympique des vertus chrétiennes, si fuyantes, si lointaines aujourd’hui, que nous ne les considérons plus que comme l’écho d’antiques balades, comme le suave parfum d’un passé distant, comme un mirage fugace [...] ».
De mai 1898 date un article en mémoire et hommage à André Rebouças, ingénieur et abolitionniste, qui exerça une grande influence sur Pierre II, et se joignit à la famille royale quand celle-ci partit pour l’exil après la proclamation de la république en 1889. Pour Melo Franco, l’action de Rebouças en faveur de la cour déchue apparaît hautement louable et propre à racheter le peuple brésilien après l’injustice commise le 15 novembre 1889. L’article présente Rebouças comme un éminent ingénieur et comme le défenseur des idées abolitionnistes, mais surtout comme un avocat de la démocratie, ce qui contribua à sa décision d’accompagner l’empereur en exil. En somme, indique Melo Franco, Rebouças n’était pas républicain, même s’il défendait les idées démocratiques.
Le 20 mai 1898, toujours pour le compte d’O Commércio de São Paulo, l’auteur rédigea un article intitulé 1498-1898: o 4º centenário da expedição de Gama as Índias, où il commenta les festivités ayant lieu au Portugal autour du quatrième centenaire de la découverte des nouvelles voies maritimes. Si Melo Franco célébra ces événements, ce ne fut pas tant pour la gloire de Vasco de Gama, que pour mettre en valeur les activités commémoratives desquelles cette célébration fut l’occasion, activités qui, dans son opinion, eurent pour effet de remettre à l’honneur les principes nationaux et de fortifier la Patrie portugaise. Au-delà cependant de cet encensement de la nationalité portugaise, et plus largement des identités nationales et des nations en général, Melo Franco percevait la mémoire du Portugal ainsi revigorée comme faisant partie intégrante de l’histoire du Brésil lui-même, occasion pour l’auteur d’affirmer et de défendre les liens historiques indéfectibles entre les deux pays. Les héros du pays européen en effet se confondent ou se mêlent avec les héros du Brésil, et l’apothéose portugaise est aussi « [...] l’apothéose de notre race ».
Enfin, dans un dernier article important de ce même livre, Melo Franco soumet à examen la période présidentielle de Prudente de Morais. Ce texte, intitulé 1894-1898, daté du 15 novembre 1898, date anniversaire de la République et dernier jour du mandat de Prudente de Morais, l’auteur, qui énonce au passage que « quiconque dépend aujourd’hui du pouvoir est une victime de plus de la république », décrit un président qui avait accédé à un poste encore tout imprégné de réminiscences militaires, ce qui fera de lui quasiment un « hôte indésirable ». Les décisions et actions du président se ressentirent ensuite de cette ambiance hostile, faisant de son gouvernement presque exclusivement un gouvernement d’expédients, incapable de grandes actions. L’acte le plus important de son gouvernement fut la guerre de Canudos, avec toutes les dissensions que celle-ci engendra. Après la guerre et à la suite de l’attentat du 5 novembre 1897, son gouvernement se concentrera désormais à réprimer les opposants et à tenter de surmonter une grave situation financière, héritée du gouvernement de Floriano Peixoto. L’article se termine par ce passage : 

« [...] de tous les gouvernements, celui de la population est le plus sanguinaire, et celui des militaires le plus dispendieux : or nous eûmes, en même temps, un gouvernement populaire et un gouvernement de soldats, c’est-à-dire quelque chose de pire que chacun d’eux, et où les deux vinrent se fondre – le gouvernement de la population en uniforme, autrement dit, le gouvernement des patriotes. »

### Histórias e Paisagens
Dans cet ouvrage, collection d’articles publiée après la mort de Melo Franco, celui-ci s’applique en premier lieu à décrire la terre et sa mise en valeur agricole, mais se penche également sur quelques facettes de l’industrialisation, dont l’auteur estimait qu’elle était susceptible d’apporter des bénéfices au Brésil. Ce point de vue se trouve clairement exprimé dans l’article intitulé Terra Roxa (litt. Terre pourpre), écrit en juillet 1905, à l’origine pour le journal O Jornal do Commércio, et où l’auteur brosse un portrait de la région de São Paulo, devenue un grand centre de production de café. Sur la question de l’industrialisation, Melo Franco s’attache ici à développer deux aspects particuliers : premièrement, sa crainte que l’industrialisation ne conduise à dédaigner la culture de la terre, et deuxièmement, sa position en principe favorable à la construction de chemins de fer, dont l’auteur escompte des avantages pour son pays. Cependant, ce point de vue sur l’industrialisation n’est pas sans ambiguïtés ; en même temps qu’il se montre partisan du progrès, il redoute la dénaturalisation des campagnes de l’intérieur, considérées comme la véritable nation brésilienne. De fait, Afonso Arinos se limite à préconiser une certaine amélioration des conditions d’existence dans les étendues de l’intérieur, mais sans que le mode de vie traditionnel du sertáo n’en perde ses caractéristiques essentielles, et surtout sans que l’intérieur ne délaisse sa vocation nationale, qui est agricole, vocation symbolisée ici par la terra roxa, la terre rouge.
Compte tenu que le Brésil est une terre de contrastes, avec des régions peu propices à une vie humaine florissante, compte tenu aussi que la nature sous les tropiques ne se laisse pas dominer sinon par un effort constant et par l’intelligence, l’on est fondé à affirmer, selon Melo Franco, que le peuple brésilien mérite tous les éloges et que le Brésil sera un pays de plus en plus beau, et dans une mesure sans cesse croissante l’œuvre même de son peuple. À cet égard, c’est avant tout l’homme du sertão, le sertanejo, le Nordestin qu’il faut bénir, puisque c’est lui l’individu capable de dompter la nature et de survivre dans un espace hostile. Melo Franco prône le sacrifice individuel pour les intérêts de la patrie.
Melo Franco par ailleurs argue que l’adhésion à la seule patrie matérielle, au territoire national, ne suffit pas à faire nation. En plus de cette partie tangible de leur patrie, les Brésiliens sont les dépositaires de son âme, de son esprit vivifiant, de son moral qui est « [...] formé de l’histoire, de la religion, de la langue, des traditions, des us et coutumes communs. C’est cette patrie morale qui nous fait appréhender et aimer la patrie matérielle [...] ». S’employant à identifier les aspects culturels communs, mais se heurtant à un processus tendant à la décentralisation culturelle régionale, Afonso Arinos évoque l’idée d’une nation à édifier qui devrait avancer dans le sens de l’union de ses richesses culturelles et de la préservation de son unité territoriale.

### Unidade da Pátria
Chez les intellectuels contemporains de Melo Franco, principalement chez les monarchistes, existait la crainte d’une possible fragmentation du Brésil. Il était redouté que la constitution fédéraliste du nouveau régime politique républicain ne fût incapable de garder le territoire uni et que la diversité et les disparités présentes dans un pays d’une telle envergure territoriale n’en fussent exacerbées au point de provoquer son démembrement. Melo Franco, qui, en tant que monarchiste, partageait cette crainte d’un éclatement du Brésil, exprima sa position sur ce sujet dans une conférence intitulée A Unidade da Pátria, prononcée à Belo Horizonte au milieu des années 1920 au bénéfice des victimes nordestines de la grande sécheresse de 1914-1915, et dont le texte sera publié après sa mort. Pour Melo Franco, la république était, en voulant implanter au Brésil un système fédéral sur le moule nord-américain, en train de détruire des siècles d’efforts tendant à l’unité nationale, en effet « [...] la fédération, telle qu’elle fut mise en œuvre, en séparant violemment les provinces auparavant unies, est la voie vers le démembrement [...] ». Il importe au contraire de tout mettre en œuvre pour renforcer l’unité nationale.
Un premier trait important de cette conférence est la tonalité critique constante vis-à-vis de la république, que ce soit de manière directe ou par le biais d’une série de métaphores. P.ex., en guise de préambule à sa conférence, il retrace brièvement l’histoire des sécheresses, et, après avoir signalé la cyclicité de celles-ci, rappelle le déroulement de la grande sécheresse du milieu du XIXe siècle, l’une des pires de tous les temps, mais en l’espèce fortement allégée par une intervention de grande ampleur et décisive de la couronne impériale en faveur des victimes du fléau, intervention qu’il met ironiquement en regard de la modeste aide organisée par le gouvernement républicain.
Cependant, même lorsqu’il égratigne la république, Melo Franco maintient une vision positive du Brésil et un sentiment optimiste quant à la position que le pays est en mesure d’atteindre sur la scène mondiale, vision qui à son tour sous-tend son plaidoyer pour la préservation de l’unité du pays de sorte à couper court à toute velléité de démembrement. L’auteur insiste sur l’importance de mettre en relief une image positive de l’homme brésilien, des choses du pays, et dépeint le peuple brésilien comme un peuple vigoureux, travailleur, capable de surmonter les difficultés par son labeur, et ce depuis le temps de la colonisation. L'étendue du territoire, cessant d’être un problème, devient au contraire un avantage pour le développement humain.
Un autre élément qui porte l’auteur à croire en la capacité du Brésil d’atteindre à une place de choix sur la scène mondiale est le caractère mélangé de sa population, consécutif à la colonisation et survenu naturellement entre les composantes européenne, indigène et africaine, et que Melo Franco dans sa conférence considère avec faveur. La société brésilienne est, somme toute, une société harmonieuse, où les conflits tendent à s’atténuer. Melo Franco juge donc positivement le caractère mêlé de la population du Brésil et exprime sa foi en la combinaison fructueuse entre les éléments africain, portugais et indien.
En présence d’autant de facteurs propices pour le Brésil, c’est donc à plus forte raison qu’il faut, selon l’auteur, insister sur la nécessité d’une union nationale en vue de constituer une nation unifiée, en minimisant les effets selon lui délétères de l’organisation fédéraliste mise en place par la république ; en effet : « il est nécessaire que les forces dispersées de la culture brésilienne s'agrègent, entrent en contact, se reconnaissent [...] ». L’unité nationale telle que prônée par Melo Franco est culturelle, idéologique, intellectuelle, et non administrative ; il affirme la nécessité d’une décentralisation administrative afin de prendre en considération les énormes disparités géographiques du territoire brésilien, précisant bien qu'« [...] unité nationale ne veut donc pas dire gouvernement unitaire ». Pour l’auteur, c’est au peuple qu’il appartiendra de maintenir l’unité brésilienne, par le biais notamment du vaste nombre de travailleurs issus du sertão qui quittent leur État d’origine pour trouver à s’employer dans d’autres régions, créant de la sorte un réseau enchevêtré de relations de travail susceptible de se révéler primordial pour la cohésion nationale : « Et toutes ces gens, qui, luttant et souffrant, vont tissant une toile de solidarité de la population brésilienne, sans rivalités de naissance, ni de langue, ni de religion ». L’auteur, valorisant ainsi le peuple brésilien laborieux, le met en contrepoint des citadins des villes côtières, altérés d’éléments d’origine étrangère. Par la mise en contact d’individus provenant de régions différentes pourra s’enclencher un processus de formation d’une communauté culturelle unique, propre à conglomérer le peuple brésilien en une nation brésilienne soudée, processus nécessitant selon l’auteur l’existence préalable d’une nation culturelle, afin que les valeurs en construction puissent ensuite servir à sustenter l’unité nationale.
Toutefois, la tâche de construire la nation et d’éviter la fragmentation du pays n’incombe pas au peuple mais aux intellectuels. Melo Franco conçoit la nation comme une potentialité, comme une capacité, mais qui a besoin d’être révélée et guidée par des élites intellectuelles nationalistes. La culture et le peuple sertanejos, s’ils constituent les éléments garantissant cette potentialité du Brésil comme nation, ont besoin néanmoins d’une action dirigée et consciente. L’Empire avait entamé ce processus, mais sa poursuite fut interrompue par l’avènement de la république. Melo Franco, ne discernant pas, sous le régime républicain qu’il critique, cette capacité de direction raisonnée ni dans le peuple ni au sein des classes gouvernantes, cette mission incombera donc aux intellectuels. Cependant, les membres de l’intelligentsia brésilienne se trouvent épars sur le territoire brésilien, sans communication entre eux, sans ligne directrice. Il y a lieu par conséquent, argue l’auteur, d’unir les classes cultivées : « Il est nécessaire que ces éléments dispersés se mettent en contact quotidien, s’associent et s’organisent pour l’action. Et cette action doit être une véritable campagne civique pour le redressement du Brésil [...] ». Cette tâche s’effectuera donc du haut vers le bas, l’auteur en effet affirmant : « [...] l’œuvre dont nous parlons se situe en dehors et au-dessus des gouvernements, car c’est une œuvre de régénérescence sociale et politique, qui doit être engagée avec conviction et propulsée du haut, par les soins d’hommes cultivés, de la jeunesse désintéressée et généreuse, en vue de l’unité nationale ou de la formation de la conscience brésilienne ».

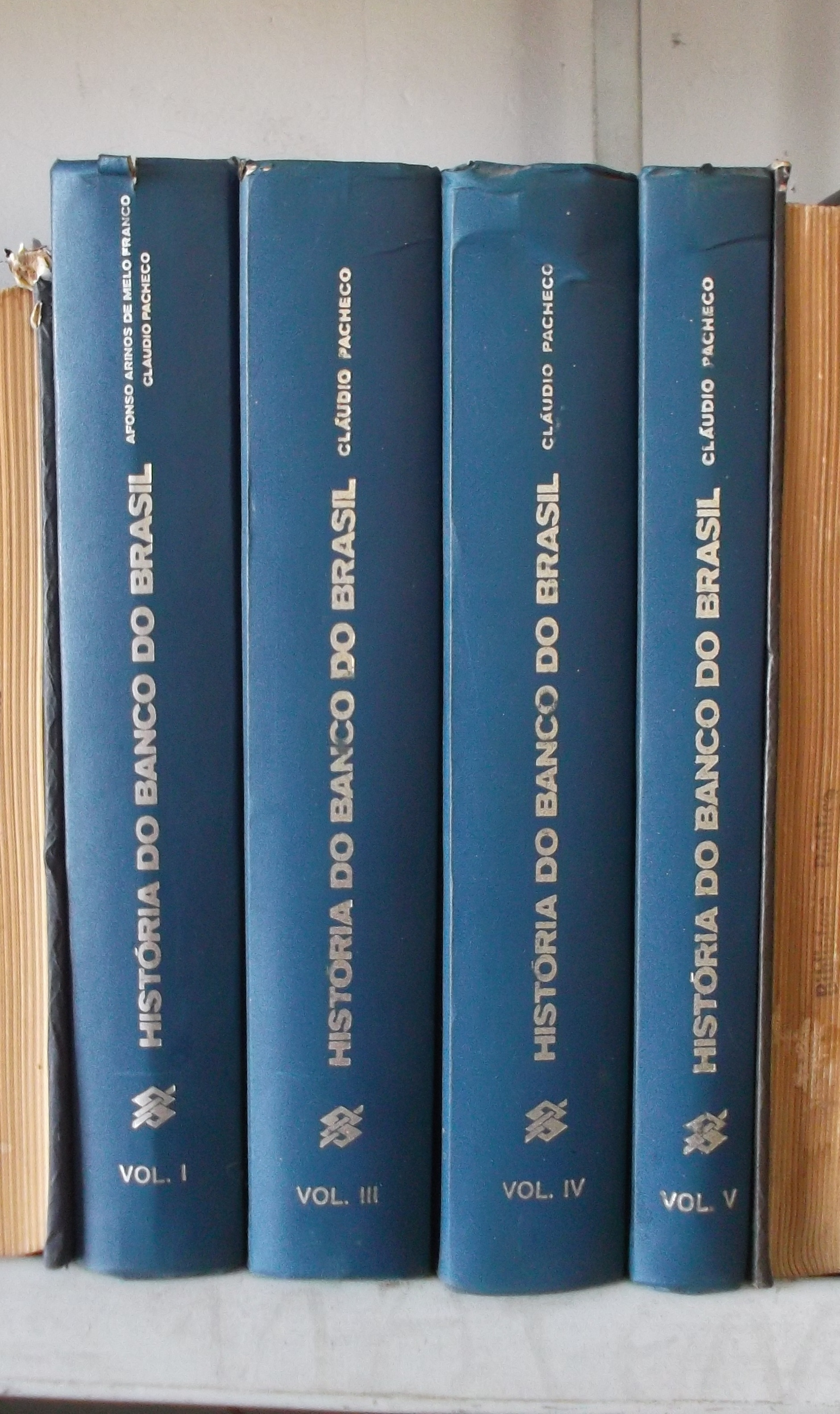
História do Banco do Brasil, ouvrage dont la rédaction fut commencée par Afonso Arinos, puis poursuivie par le juriste Cláudio Pacheco Brasil.

Pour appuyer son idéal d’unité nationale, Melo Franco fait une apologie de la patrie et du patriotisme comme éléments clef de cet idéal. Son concept de patrie est reliée à la notion de territoire et de sociabilité : 

« [...] ce que représente l’idée de patrie, ce n’est certes pas en dernier lieu la terre chérie où sont renfermés les restes des nos ancêtres, où les traditions et les coutumes sont celles dans lesquelles nous avons grandi, où la langue est celle dans laquelle nous avons balbutié les premiers mots, où, selon le dire du poète, une illusion gémit dans chaque chant et où pleure dans chaque chant une langueur. Cette idée, avec l’ensemble des sentiments qui en découlent, constitue réellement un des principes directeurs de la civilisation moderne. »

Cette patrie brésilienne qu’a en vue Afonso Arinos ne se confond pas avec celle imaginée par les premiers Portugais, c’est-à-dire une terre aux beautés tropicales, la terre enchantée ; la patrie que l’auteur envisage est plus réelle, plus problématique aussi (les calamités naturelles vécues par le Brésil à cette époque interdisant toute vision paradisiaque du pays), mais non moins enchanteresse pour autant ou inférieure.

## Œuvres parues
- Pelo Sertão (récits, 1898)
- Os jagunços (roman, 1898)
- Notas do dia (articles de presse, 1900)
- O contratador de Diamantes (récit, posthume, 1917)
- A unidade da Pátria (conférence, 1917)
- Lendas e Tradições Brasileiras (posthume, 1917)
- O mestre de campo (récit, posthume, 1918)
- Histórias e paisagens (essais, 1921)
- Ouro, ouro (inachevé)